# Ásia
A Ásia é o maior dos continentes, tanto em área como em população. Abrange um terço das partes sólidas da superfície da Terra e é responsável por abrigar quase três quintos da população mundial. A Ásia faz fronteira no lado ocidental com a África e com a Europa, e no lado oriental com o oceano Pacífico, a Oceania e, em menor proporção, com a América do Norte, pelo Estreito de Bering. O ponto extremo setentrional do continente está localizado no oceano Glacial Ártico. Mas na parte meridional, a Ásia chega ao seu final na região mais quente dos trópicos, nas imediações da linha do equador. Na Ásia são encontradas algumas das montanhas mais altas do mundo; os rios mais extensos; os maiores desertos, planícies e planaltos; as selvas e florestas mais densas. A altitude máxima e a mínima está localizada na Ásia. O monte Everest, a altitude máxima do planeta, está localizada a 8.848 m acima do nível do mar; ao longo da linha fronteiriça da República Democrática Federal do Nepal com a região autônoma chinesa do Tibete. O litoral do mar Morto, a planície de menor altitude do mundo, estão localizadas a 396 m abaixo do nível do mar, na região fronteiriça do Estado de Israel com o Reino Haxemita da Jordânia.
Dos 50 países são encontradas algumas das maiores e menores nações do mundo, tanto em área como em população. A Rússia, cuja parte europeia corresponde a um quarto de seu território, tem três quartos de território na parte asiática, sendo quase do mesmo tamanho que Estados Unidos e Canadá juntos. Mas três nações asiáticas — Reino do Barém, República de Singapura e República das Maldivas — juntas correspondem à extensão territorial da ilha de Marajó. A população da China ou da Índia é maior do que as populações dos continentes norte-americano e sul-americano somadas. Porém, aproximadamente dois terços dos países da Ásia tem uma população menor do que a da Região Metropolitana de São Paulo. O povo é enormemente diferente em árvores genealógicas, práticas ou comportamentos habituais, idiomas, crenças de religião o modus vivendi. A civilização asiática teve início há mais de 4.000 anos, muito antes de começar no mundo ocidental, em termos de atividades econômicas, manifestações culturais e desenvolvimento da ciência. O povo da Ásia fundou as cidades mais antigas, estabeleceu os sistemas de leis mais antigos e criou a figura dos agricultores e comerciantes mais antigos. Os cidadãos da Ásia foram os inventores da escrita e criaram as primeiras literaturas. Os fundadores de todas as religiões mais relevantes do mundo foram asiáticos: Buda, Confúcio, Jesus Cristo e Maomé. Os asiáticos também foram os inventores do papel, da pólvora, da bússola e do tipo móvel.
As nações asiáticas têm vários sistemas de governo. Os socialistas são responsáveis pelo governo da China e de alguns outros países. Os monarcas governam os reinos da Arábia Saudita e a Tailândia, por exemplo. Os xeques são os controladores do Reino do Barém, do Estado do Catar e dos Emirados Árabes Unidos. Dos países da Ásia que são seguidores dos princípios da democracia ocidental, podemos citar o Japão. Líderes das forças armadas passaram a exercer o controle de muitas nações da Ásia em períodos de conturbação. Os sultões de nove estados malaios ocupam a função no cargo de chefe supremo da nação. A população asiática é tão diversificada quanto tudo o que se refere ao continente. Durante o século XVI, a economia asiática declinou-se, enquanto o mundo ocidental teve rápido progresso. As nações do Oeste da Europa foram os conquistadores da parte predominante da Ásia dos século XVI até o século XIX. A economia defasada entre o continente asiático e o mundo ocidental teve aumento ainda mais na época da colonização vinda da Europa. Os cidadãos da Europa e dos Estados Unidos foram responsáveis pelo desenvolvimento do sistema industrial e foram responsáveis pelo início da utilização de máquinas e de outros recursos na atividade agrícola. Isto tornou possível a criação de novos empregos, o aumento produtivo, e a melhoria do nível de vida. Mas a maior parte dos países da Ásia não se desenvolveram industrialmente. Continuaram sendo países de economia baseada na agricultura, e seus agricultores empregavam a utilização de ferramentas manuais e métodos nada modernos. Ao mesmo tempo, a explosão populacional — que ainda está a ocorrer — aumentou de modo incrível tanto a população asiática quanto a do mundo ocidental. Mais e mais produtos alimentícios, ocupações empregatícias, instituições de ensino, além de outras coisas básicas, tornavam-se necessidade de acordo com o aumento populacional. O mundo ocidental, por causa do desenvolvimento de sua economia, teve mais recursos do que o continente asiático para enfrentar os problemas que foram as consequências da explosão demográfica.
Quase toda a Ásia colonial teve sua independência conquistada em meados do século XX. A partir de então, muitos cidadãos da Ásia têm trabalhado para ter o padrão de vida elevado, incentivando as atividades industrial, a agrícola, e diminuindo o crescimento da população. As disputas políticas já dificultaram essa tarefa. Após a Segunda Guerra Mundial (1939-1945), o continente asiático foi convertido no centro das lutas entre países que adotaram o comunismo e outros que adotaram o capitalismo como sistema econômico. Na maioria dos países da Ásia, a luta começou, quando os comunistas tiveram o desejo de ocupar o poder executivo do novo país independente. Fora disso,  disputas políticas, étnicas e territoriais também foram provocadoras de brigas entre diversos grupos no continente asiático. Sendo assim, a Ásia, quase de modo ininterrupto, enfrenta conflitos militares e civis e ameaças bélicas enquanto tenta a solução para todos os problemas.

## Etimologia
O termo "Ásia" foi recebido pela língua portuguesa através do latim, a partir do grego antigo Ασία. O primeiro registro do topônimo é encontrado em Heródoto: em cerca de 440 a.C., aquele historiador grego mencionava a uma divisão do mundo em três partes, cujos nomes referiam-se a personagens da mitologia grega: a Europa, em homenagem à ninfa oceânida ou à filha de Agenor; a Líbia (que é como os gregos antigos chamavam a África), em homenagem à mãe de Agenor; e a Ásia (Ασία), em homenagem a outra ninfa oceânica, mais conhecida como Clímene. À época, o termo Ásia servia para designar a atual Ásia Menor (Anatólia) ou, por oposição ao mundo grego ou egípcio, o Império Aquemênida. O termo Ασία, por sua vez, pode ser derivado do acádio (w)aṣû(m), que significa "subir", "sair", com respeito ao nascer do sol.
Outra explicação para a etimologia refere-se a Homero, que menciona na Ilíada um certo Ásio, aliado dos troianos e filho de Hírtaco. O nome "Ásio" proviria de Assua, uma confederação de Estados do século XIV a.C. localizada no oeste da Anatólia e cujo nome teria origem no hitita assu, que significa "bom".
O gentílico de "Ásia" é asiático (ou asiano, asiânico, ásio).

## História

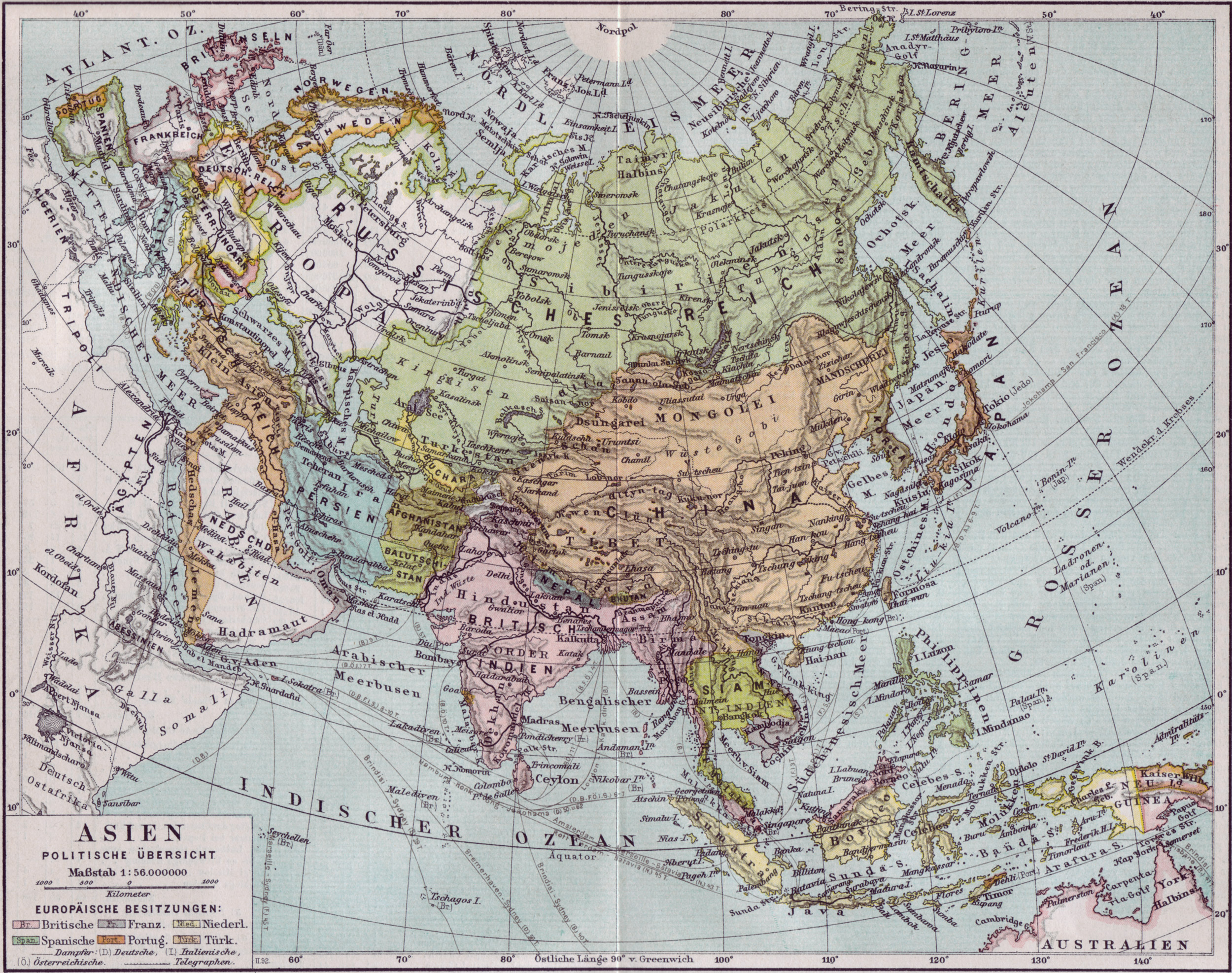
Mapa da Ásia em 1890

A história da Ásia pode ser entendida como a história coletiva de várias regiões litorâneas distintas — o leste asiático, a Ásia meridional e o Oriente Médio — ligadas pela estepe eurasiática no interior do continente. Cidades, depois Estados e impérios surgiram naquelas áreas.
A periferia costeira foi o berço de algumas das civilizações mais antigas do mundo. Cada uma daquelas regiões desenvolveu uma civilização ao longo de vales férteis de rios. As civilizações da Mesopotâmia, do vale do Indo e da China tinham muito em comum e provavelmente trocaram tecnologia e ideias, como a matemática e a roda. Outros avanços, como a escrita, desenvolveram-se independentemente em cada região.
A estepe era habitada por nômades a cavalo que, a partir das estepes centrais, alcançavam qualquer parte do continente asiático. A primeira expansão conhecida das estepes para a costa foi a dos indo-europeus, que levaram sua família linguística ao Oriente Médio, à Índia e às fronteiras da China. A parte norte do continente, correspondente à Sibéria, permaneceu inacessível aos nômades, devido a suas densas florestas e à tundra, e manteve-se pouco habitada.
A estepe central e a periferia são separadas por cordilheiras e desertos. O Cáucaso, os Himalaias, o deserto de Caracum e o deserto de Gobi representavam barreiras que os cavaleiros das estepes ultrapassavam com dificuldade. Embora os habitantes das cidades fossem mais avançados tecnológica e culturalmente, havia pouco que pudessem fazer para defender-se militarmente das hordas a cavalo provenientes das estepes. Entretanto, os nômades que conquistaram Estados na China, Índia e Oriente Médio terminaram por adaptar-se e integrar-se às sociedades locais, culturalmente mais fortes.
Muitas grandes civilizações e culturas existiram no continente asiático. O Judaísmo e o Cristianismo foram fundados na Palestina. A cultura da antiga Israel foi estabelecida no segundo milênio a.C. Alexandre, o Grande, conquistou o território que vai da atual Turquia ao subcontinente indiano no século IV a.C.. O Império Romano posteriormente controlaria partes da Ásia ocidental. Sucederam-se na Pérsia os Impérios Aquemênida, Selêucida, parta e sassânida. Muitas civilizações antigas foram influenciadas pela Rota da Seda, que ligava a China, a Índia, o Oriente Médio e a Europa. O hinduísmo e o budismo, que tiveram início na Índia, também foram uma influência importante no sul e no leste da Ásia.
O Califado islâmico e outros Estados muçulmanos tomaram o Oriente Médio a partir do século VII e posteriormente se expandiram para o subcontinente indiano e para a Insulíndia. As Cruzadas, tentativas da Europa cristã de retomar dos muçulmanos a Terra Santa, sucederam-se a partir do século XII. O Império Mongol conquistou boa parte da Ásia no século XIII, estendendo-se da China à Europa. O Império Russo começou a expandir-se em direção à Ásia no século XVII, até controlar a Sibéria e a maior parte da Ásia Central em fins do século XIX. O Império Otomano controlou a Turquia e o Oriente Médio a partir do século XVI. No século XVII, os manchus conquistaram a China e estabeleceram a dinastia Qing, que declinou no século XIX e foi derrubada em 1912.
Diversas potências europeias apossaram-se de partes da Ásia, como a Índia britânica, a Indochina francesa e Macau e Goa, que estiveram sob controle português. No século XIX, decorreu o chamado "Grande Jogo" entre o Império Russo e o Império Britânico, uma disputa pelo controle da Ásia Central. No século XX, o Japão expandiu-se para a China, a Coreia e o sudeste asiático durante a Segunda Guerra Mundial. Após o conflito, muitos países do continente tornaram-se independentes das potências europeias. Durante a Guerra Fria, a porção norte da Ásia era comunista, controlada pela União Soviética e pela República Popular da China, enquanto os aliados ocidentais formaram pactos como CENTO e SEATO. Representantes dos blocos capitalista e comunista enfrentaram-se em confrontos como a Guerra da Coreia, a Guerra do Vietnã e a invasão soviética do Afeganistão. O conflito árabe-israelense dominou a maior parte da história recente do Oriente Médio. O colapso da União Soviética, em 1991, deu origem a vários países independentes na Ásia Central.

## Geografia

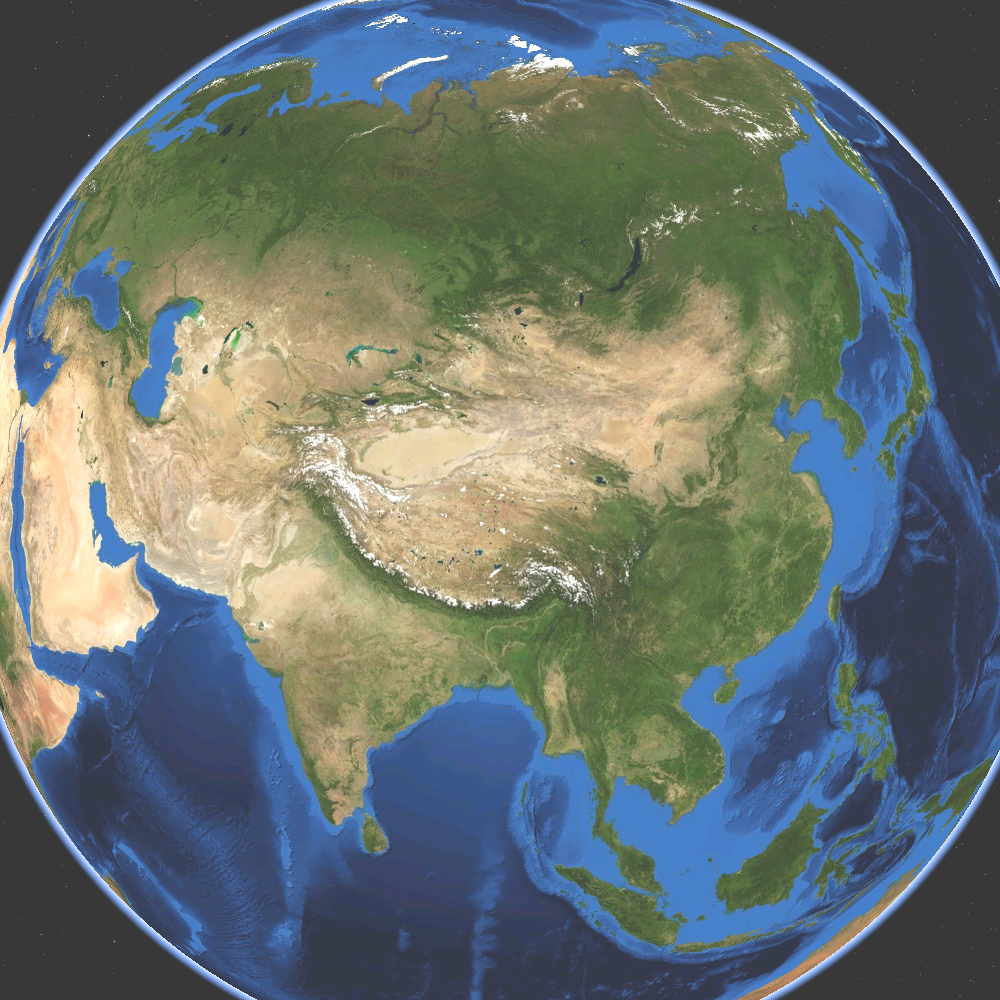
Imagem de satélite da Ásia

A área do continente asiático é superior a 44,5 milhões de quilômetros quadrados, correspondentes a quase um terço de todas as terras emersas do nosso planeta. Só no continente moram aproximadamente 4 000 000 000 Bilhões * de habitantes, número que supera quase 50% da população do mundo, como resultado da densidade demográfica fora do comum e superior a 70 habitantes por quilômetro quadrado.
Essa vasta área territorial é atravessada por três paralelos: no ponto extremo setentrional, em território russo, pelo Círculo Polar Ártico; na parte meridional, pelo Trópico de Câncer; e, no centro do território arquipelágico indonésio, pela linha do Equador.
Localizada quase totalmente no hemisfério setentrional, com somente uma porção dos territórios insulares do sul indonésio ocupando o hemisfério meridional, o continente asiático torna-se extenso de 10 graus de latitude ao sul da linha do Equador a 80 graus de latitude ao norte dessa mesma linha divisória. Distribuindo-se por inteiro pelo hemisfério leste, torna-se extenso de 25 para além de 180 graus de longitude a leste do Meridiano de Greenwich.
Por ser composto de uma grande extensão continental da parte setentrional para a parte meridional, a Ásia preenche espaço de todas as áreas de clima do hemisfério setentrional: equatorial, tropical, temperada e polar. Tornando-se extenso com grandiosidade também da parte oriental para a parte ocidental, é atravessada por 11 fusos horários.
Faz fronteira no lado setentrional, com o oceano Glacial Ártico; no lado meridional, com o oceano Índico; no lado oriental, com o oceano Pacífico; e no lado ocidental, com os montes Urais, com o rio Ural e com os mares Cáspio, com o Negro, com o Mediterrâneo e com o Vermelho.
O continente asiático é, desse modo, o maior de todos, onde se podem ser encontradas as mais diversos panoramas paisagísticos e tipologias de clima, como também diversidade de etnias e padronizações de desenvolvimento da economia.

### Relevo

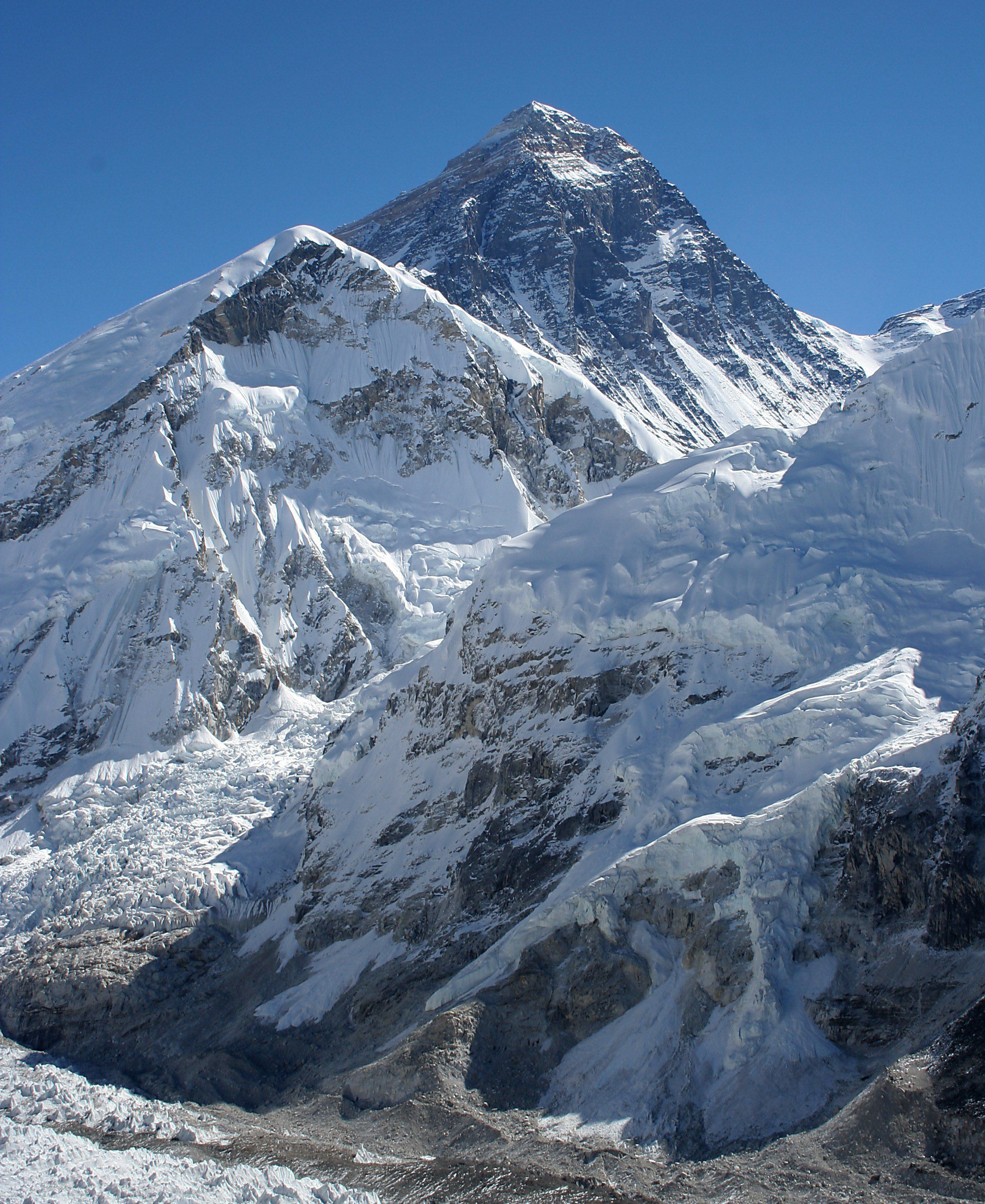
O monte Evereste, ponto culminante do relevo mundial, situa-se na fronteira China–Nepal

A Ásia apresenta características contrastantes: enormes terras baixas de aluvião e de litoral e grandes formações planálticas com cordilheiras muito altas, que se tornam extensas por uma vasta área centro-meridional, entre os territórios nacionais turco e indonésio. Isso tudo faz do continente asiático o único com aproximadamente 1 000 metros de cota altimétrica média. As montanhas de maior altitude estão localizadas na cordilheira do Himalaia, mas existem outras que se espalham por toda a área territorial, situando-se no continente asiático as 18 montanhas mais altas do mundo.
O relevo asiático é caracterizado pela apresentação de seus contrastes de extremidade altimétrica:
- as cordilheiras e planaltos de maior altitude da Terra: Himalaia,[11] Pamir[12] e Tibete, onde se localizam as altitudes máximas do globo terrestre: (Evereste, 8 840 metros,[13][14] Kanchenjunga, 8 598 metros,[15][16] e muitos outros, com altitudes com mais de 7 000 metros).
- as maiores depressões absolutas do planeta: o Mar Morto, 395 metros.[10][17][18]

Algumas regiões banhadas pelas águas salgadas do oceano Pacífico fazem parte do Círculo de Fogo, ou seja, por causa de sua formação geológica ocorrida há pouco tempo estão sujeitas a erupções vulcânicas e a abalos sísmicos. É o caso do arquipélago japonês e da Indonésia.
Algumas formações planálticas são altíssimas e são intercaladas às cadeias de montanhas, como é o caso do Pamir e do Tibete, contrastando com outros de maior antiguidade, de menores altitudes, como os da Armênia, do Decã.
As planícies de rios da Ásia são revestidas com depósito aluvial trazido pelos acidentes geográficos fluviais que as percorrem e que se dirigem de modo principal para as águas salgadas dos oceanos Índico e Pacífico. As principais planícies de rios são a Indo-Gangética (Índia), a Mesopotâmica (Iraque), a Siberiana (Rússia) e as dos rios Yang-tsé (China) e Mecom (Vietnã).
A Ásia projeta, dirigindo-se aos oceanos adjacentes, várias porções peninsulares, sendo as mais relevantes a da Anatólia, a Arábica, a Hindustânica, a da Indochina e a da Coreia.

### Clima

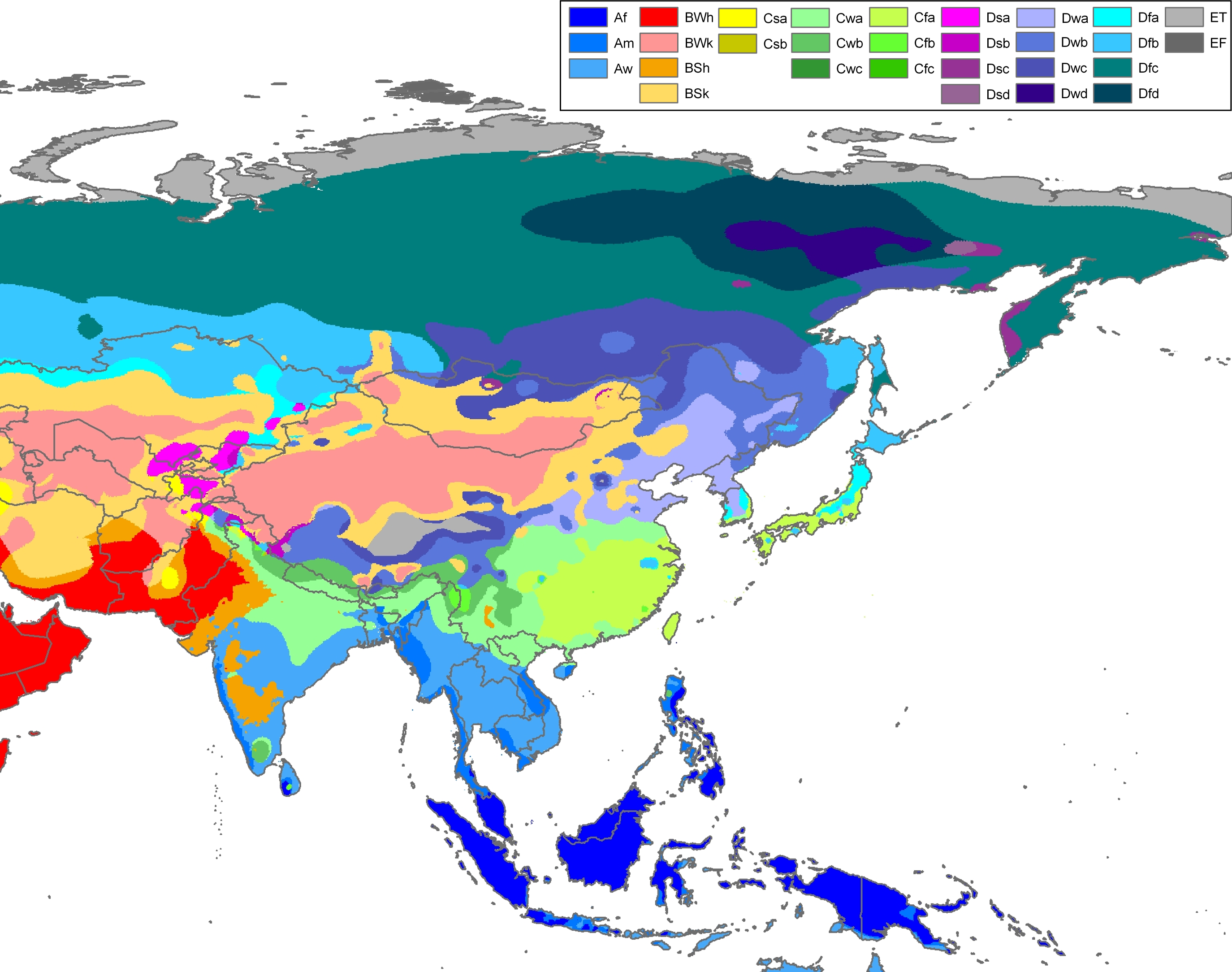
Mapa climático da Ásia de acordo com a classificação climática de Köppen-Geiger

A vasta extensão territorial e, portanto, as diferenças de latitude, a presença alternada de áreas baixas e elevadas, a grande influência das massas de ar e ainda a continentalidade e a maritimidade trazem para o continente grande variedade de tipos de clima e, consequentemente, de formações vegetais.
Nas terras situadas no extremo norte predomina o clima polar, que vai se tornando mais ameno em direção ao sul. O centro do continente, por situar-se distante de influências marítimas e, em parte, devido à altitude do relevo, que bloqueia a passagem dos ventos oceânicos, é dominado pelo clima temperado continental, que alterna verões de elevadas temperaturas com invernos muito frios. Já o temperado oceânico, ocupando grandes extensões do continente, sofre variações em função da altitude do relevo, da latitude e da interioridade.
Mais para o sul, à retaguarda das grandes cordilheiras, que impedem a passagem dos ventos úmidos do oceano, encontram-se vastas extensões dominadas por clima semiárido e clima árido, formando uma extensa faixa de desertos. A Ásia abriga a maioria dos desertos existentes na Terra: da Arábia (Arábia Saudita), da Síria, de Thal (Paquistão), do Thar (ou Grande Deserto Indiano), de Lut (ou deserto do Irã), de Gobi (Mongólia), de Taclamacã (China), Caracum (Turcomenistão), Carmânia (Irã), da Judeia (Israel), de Negueve (Israel).
No litoral da Ásia Ocidental surge uma faixa estreita de clima do tipo mediterrânico, enquanto nos arquipélagos do sul do continente, nas proximidades do Equador, aparecem climas de tipo quente: equatorial e tropical.
Entre todos os tipos de clima da Ásia, no entanto, o que mais diretamente influi nas condições de vida locais, sobretudo orientando as atividades agrícolas, é o tropical de monções. Abrangendo as regiões mais populosas do continente, estende-se pelas planícies costeiras da Índia e do sudeste e leste da China, com violentas chuvas durante o verão. Caracteriza-se pela atividade dos ventos, conhecidos como monções, que sopram do Índico e do Pacífico para o continente durante o verão, e do interior da Ásia para esses oceanos durante o inverno.
A ocorrência de monções se deve ao fato de que as terras continentais aquecem-se e esfriam mais rapidamente do que as águas oceânicas. Durante o verão, o interior da Ásia, ao esquentar-se, forma uma área de baixa pressão, que contrasta com as altas pressões dos oceanos, provocando o deslocamento de ventos úmidos do mar para terra. Esses ventos são as monções de verão. No inverno, ocorre o inverso: os oceanos estão mais quentes do que o continente, formando áreas de baixa pressão e atraindo os ventos continentais. São as monções de inverno.
As regiões montanhosas, independentemente de sua localização geográfica, apresentam temperaturas muito baixas, em razão da altitude.

### Hidrografia
Tanto as chuvas abundantes da região influenciada pelos climas equatorial e tropical quanto a grande quantidade de neve derretida das altas montanhas favorecem a existência de grandes rios, que correm em quase todas as direções do continente asiático. Podemos destacar:

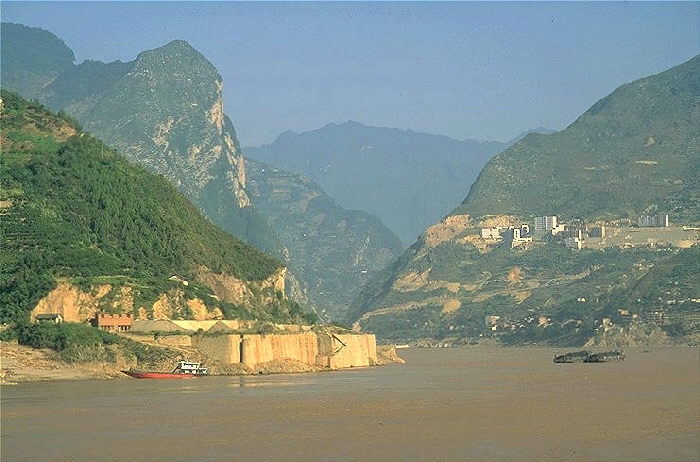
Rio Yangtzé na região das Três Gargantas

- rios que deságuam no oceano Pacífico. Alguns têm grande volume de água devido às monções de verão. Merecem destaque os rios Huang-ho (ou Amarelo), Si-kiang e Yang-tsé-kiang (ou Azul), todos na China, além do Mekong, na Indochina;[23]
- rios que deságuam no oceano Índico. Alguns deles são também monçônicos e tornam-se muito volumosos durante o verão. Merecem destaque rios da Índia e de Bangladexe, como o Bramaputra, Ganges, Godavari, e o rio Indo, no Paquistão;[23]
- rios que correm para norte e desaguam no oceano Glacial Ártico. São exemplos os rios Obi, Ienissei e Lena, que congelam durante grande parte do ano. Como o degelo ocorre a partir de seus altos cursos, as águas, ao chegarem ao médio curso e encontrarem barreiras de gelo, esparramam-se por vastas extensões de suas margens, causando frequentes inundações;[23]
- rios que desembocam no golfo Pérsico. Merecem destaque o Tigre e o Eufrates, que formam a planície da Mesopotâmia;[23]
- rios da Ásia Centro-Oriental que desaguam em lagos. Podemos citar o Sir Daria e o Amu Daria, que desaguam no mar de Aral, além de outros que desaparecem dentro do deserto.[23]

A Ásia apresenta poucos lagos, embora de grande extensão, como o Baical e o Balcache, localizados na Rússia. Se os lagos existem em pequeno número, os mares asiáticos aparecem com muito mais destaque: mar Vermelho, que limita as costas africanas e asiáticas; Mar da Arábia; a sudeste, mar da China Meridional, mar da China Oriental, Mar de Andamã e mar Amarelo; os mares da Indonésia: de Java, de Timor, de Banda, de Celebes; a nordeste, os mares de Ocótsqui, do Japão e de Bering. No limite com a Europa, aparece o maior mar fechado do mundo, o mar Cáspio.

### Vegetação

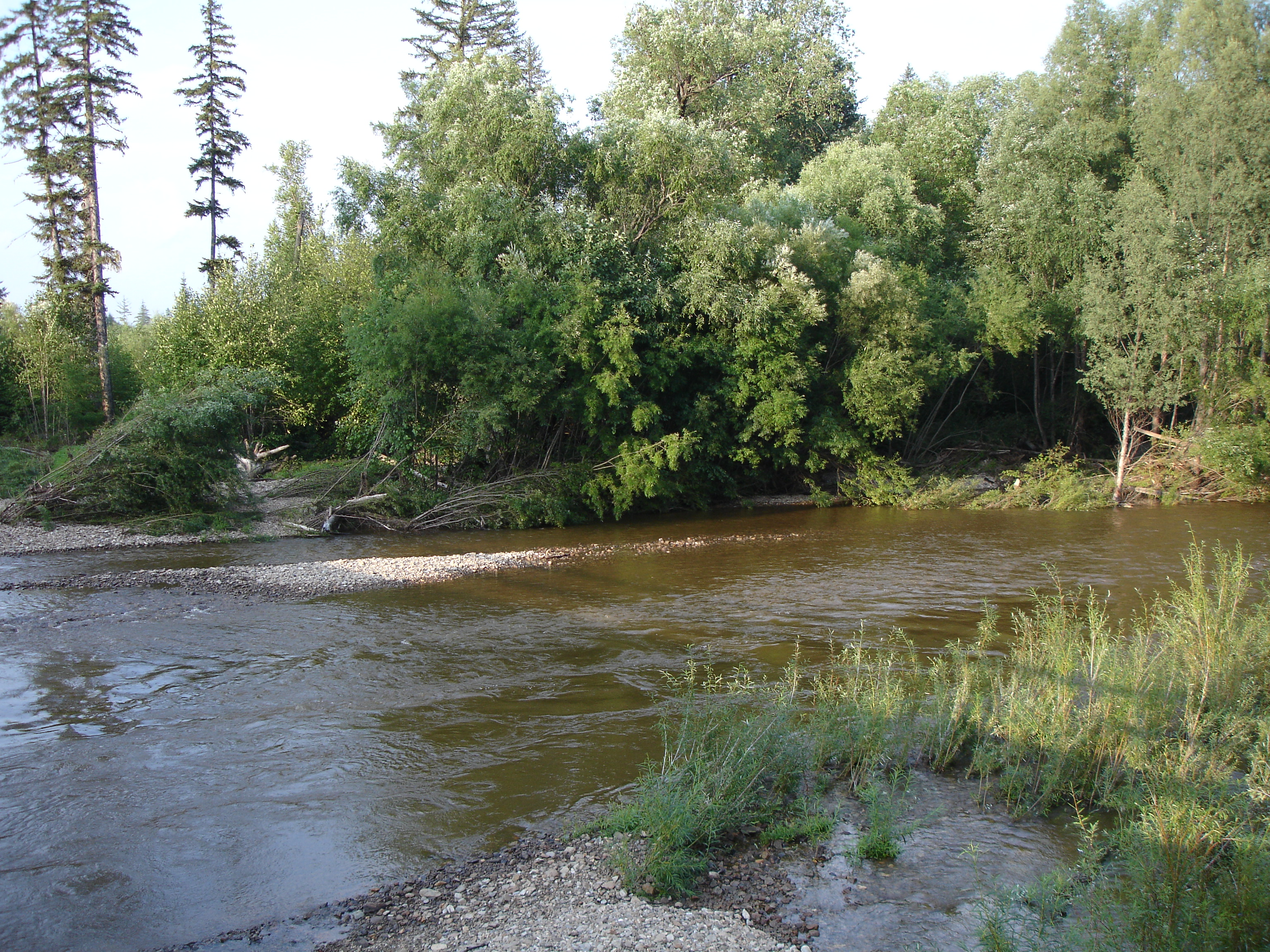
Paisagem da Sibéria, onde se vê a floresta de taiga

Como as formações vegetais dependem do tipo de solo e principalmente do clima, a Ásia apresenta muitas variedades vegetais, ainda que parcialmente destruídas ou alteradas pela milenar ocupação humana.
No extremo norte do continente, junto ao polo, não há condições para a existência de vegetação, porém mais ao sul, na planície Siberiana, começam a surgir formações de tundra. Ainda rumo ao sul, à medida que o clima polar se torna menos intenso e o frio se estende por um número menor de meses, aparece a vasta região da taiga, quase integralmente pertencente à Rússia.
O maior destaque, entretanto, está nas estepes, que ocupam grandes extensões da Ásia Central, aparecendo em áreas de clima temperado continental.
Os arquipélagos situados na Ásia Meridional apresentam-se recobertos por florestas equatoriais e tropicais, não muito diferentes das que existem na Amazônia brasileira. Essas formações podem ser observadas também no centro-sul, onde igualmente se verifica a presença de savanas, em que a vegetação herbácea é dominante, apresentando arbustos e árvores em associações pouco densas, como o jângal na Índia.
Registra-se ainda a ocorrência de florestas temperadas em extensões consideráveis no Extremo Oriente e de vegetação xerófita nas áreas desérticas ou semiáridas do continente.

### Regiões geográficas
Considerando que uma região geográfica é uma área mais ou menos definida, caracterizada por determinados aspectos físicos e humanos, seria possível encontrar dezenas delas no continente e até mesmo algumas em um mesmo país. Por esse motivo, e para facilitar o estudo e a compreensão das características e dos problemas políticos e sociais de um continente tão vasto, vamos simplificar sua divisão estudando-o através de seis grandes regiões geográficas. São elas: o Oriente Médio, o subcontinente indiano, o sudeste asiático, o centro-leste, o Extremo Oriente e a parte asiática da Comunidade de Estados Independentes.

#### Oriente Médio

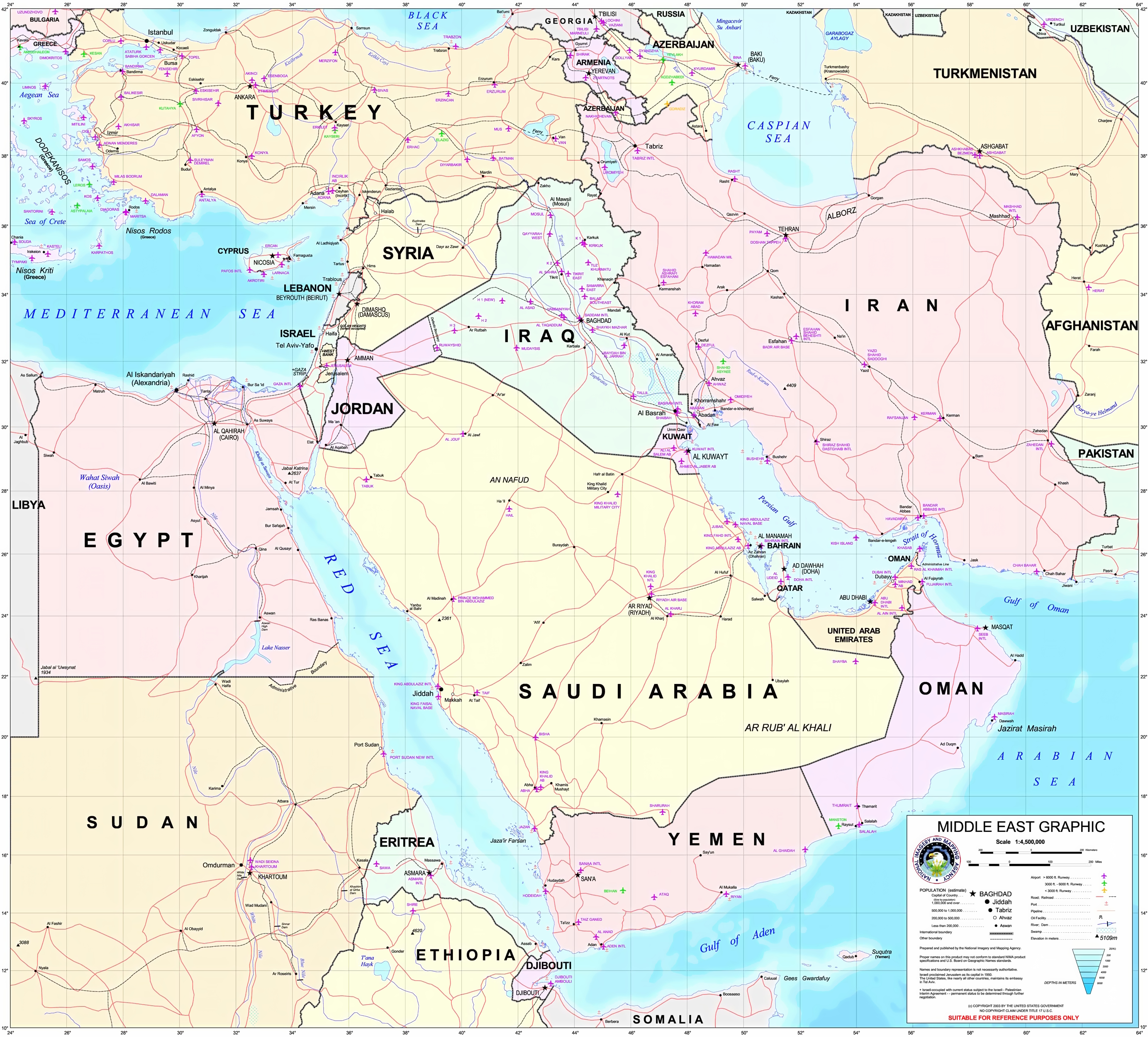
Mapa político do Oriente Médio

Essa área, que se estende desde a Turquia até o Afeganistão, apresenta como característica física dominante o predomínio do clima seco, o que resulta na existência de desertos. Como característica populacional, destaca-se a ocupação por brancos e uma das densidades demográficas mais baixas do continente.
O Oriente Médio reúne 16 países independentes, muito importantes pelas notáveis reservas de petróleo que alguns possuem e por sua posição estratégica, já que essa região é o elo de ligação entre Europa, Ásia e África. É uma área constantemente agitada por conflitos de origens diversas: o antagonismo histórico entre esses países; a grande mescla de seitas e religiões (islamismo, cristianismo, judaísmo); os sistemas político-econômicos vigentes, levando ao alinhamento com os Estados Unidos ou com a Rússia.
Apesar de todas essas diferenças, há muitas semelhanças, principalmente em nível econômico: os países são todos subdesenvolvidos (à exceção de Israel, Catar e Emirados Árabes Unidos) e neles a atividade industrial de transformação é bastante escassa, predominando pequenas indústrias têxteis e alimentares. A agricultura é praticada nas poucas regiões onde não ocorrem desertos. Os principais produtos agrícolas são trigo, cevada, milho, arroz e cítricos, cultivados sobretudo na Turquia, Síria, Líbano, Israel e Iraque. A pecuária restringe-se à pastorícia nômade de camelos, cabras e ovelhas.
O grande destaque econômico do Oriente Médio, em nível internacional, é a exploração do petróleo, que tem sido responsável pela entrada de lucros fabulosos nos países produtores. Os lucros do petróleo, entretanto, pouco têm contribuído para atenuar o elevado grau de subdesenvolvimento da maior parte dos países dessa área, acentuando, ao contrário, a enorme disparidade na distribuição de renda.
Em 1960, Arábia Saudita, Iraque, Irã, Cuaite e Venezuela criaram a Organização dos Países Exportadores de Petróleo (OPEP), à qual se filiaram durante as décadas de 1960 e 1970: Catar e Abu Dabi (um dos Emirados Árabes Unidos), Indonésia (país da Insulíndia), Equador, Líbia, Argélia, Nigéria e Gabão. Liderada pelos países árabes, a OPEP tem como objetivo controlar o preço do petróleo. Em 1973, essa organização multiplicou o preço do barril de petróleo, provocando uma série de desajustes econômicos nos países importadores, que ficou conhecida como crise do petróleo. Diversos desses países passaram a explorar jazidas até então consideradas não rentáveis e desenvolveram fontes alternativas de energia. Em virtude disso, a OPEP foi obrigada mais tarde a reduzir o preço do barril de petróleo, cujo consumo retraiu.
A maior parte do Oriente Médio é ocupada pelos países árabes. Localizados na Península Arábica e vizinhanças, são nações fundamentalmente agropastoris, caso do Iêmen, enquanto na Arábia Saudita, Cuaite, Emirados Árabes Unidos, Iraque, Omã, Catar e Barém o petróleo é a grande riqueza nacional, impondo uma paisagem de torres e oleodutos onde durante séculos houve apenas um deserto sem proveito econômico.
Há ainda o Líbano e a Síria, países cuja agricultura e indústria são mais desenvolvidas, muito embora o Líbano, arrasado por conflitos intermináveis, sobreviva com grandes dificuldades. A Jordânia difere de todos por sua atividade mineradora caracterizada pela exploração de fosfato e mármore.
Entre os países não árabes, há Israel, a nação mais industrializada e desenvolvida do Oriente Médio, além de três grandes Estados — Turquia, Irã e Afeganistão. A indústria turca está se desenvolvendo rapidamente, graças aos incentivos governamentais e às riquezas minerais do país, como carvão, ferro, manganês, crômio e cobre. A economia iraniana baseia-se principalmente na extração e comercialização do petróleo, enquanto a agropecuária é a base econômica do Afeganistão.

#### Subcontinente Indiano

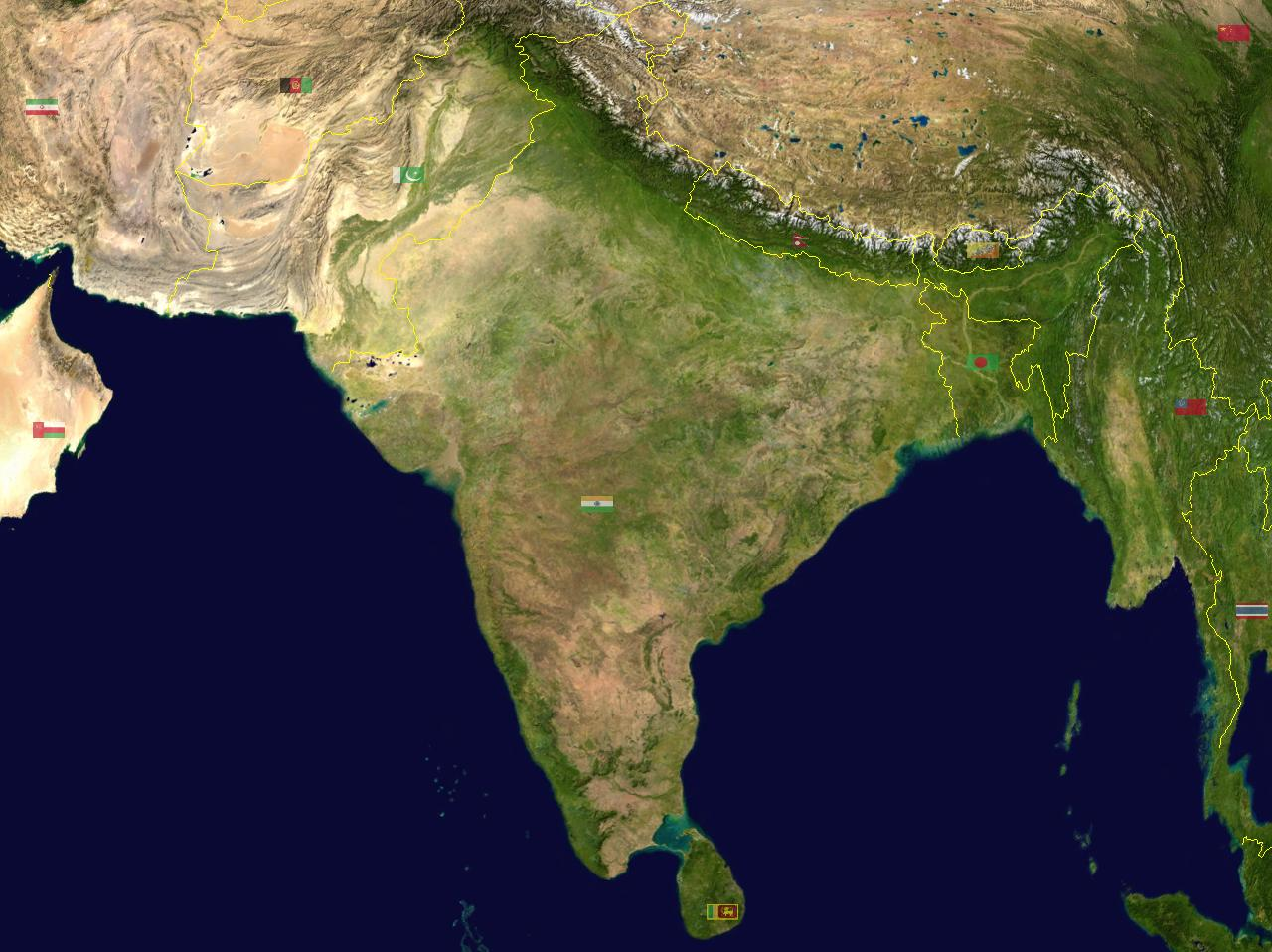
Imagem de satélite do subcontinente indiano, com indicação dos estados que o compõem

No sul da Ásia encontra-se a grande Península Hindustânica, que avança sobre o Oceano Índico. Apresentando a Cordilheira do Himalaia ao norte, o relevo da região é dominado pelo vasto Planalto do Decã, e, entre este e as montanhas, pela grande Planície Indo-Gangética, percorrida pelo Indo e pelo Ganges, rios de grande volume de água. A região é tipicamente tropical e os verões são marcados pela chegada dos ventos monçônicos.
Índia, Paquistão e Bangladexe são os países centrais da região; em meio à Cordilheira do Himalaia, localizam-se ainda os pequenos reinos do Nepal e do Butão. A sudeste da Índia está Sri Lanca, país antigamente conhecido como Ceilão, e a sudoeste, o arquipélago das Maldivas.
Aproximadamente metade do território da Índia é recoberto por plantações de arroz, que se beneficiam do clima monçônico; cultivam-se em grande escala também trigo e milho, além de algodão, chá, juta e outros produtos. A pecuária, apesar do enorme rebanho bovino, não tem grande importância econômica.
Em termos mineralógicos, a Índia possui grandes depósitos de ferro, além de produzir a maior parte do petróleo que consome. Possui ainda abundantes reservas de carvão, mica, manganês, alumínio e outras de menor importância.
Dentre os países asiáticos, é dos que apresentam maior grau de industrialização, dispondo de algumas grandes áreas industriais, como a região de Bombaim, Calcutá, no leste, a de Punjab–Nova Déli, no norte, e a Madras, no sul. Os ramos industriais mais importantes são o têxtil, o alimentar, o mecânico, o siderúrgico e o químico.
Além disso, a Índia domina a energia nuclear, possuindo tecnologia para a fabricação de bombas atômicas. Também na área dos satélites artificiais, esse país alcançou grandes progressos, tendo já lançado seu primeiro satélite de comunicações.
A população indiana é extremamente pobre: três quartos vivem em condições precárias de alimentação, saúde, educação e habitação.
Com mais de 700 habitantes por quilômetro quadrado, Bangladexe assemelha-se à Índia por suas baixas condições de vida. Não é muito melhor a situação do Paquistão, pois embora tenha densidade demográfica sensivelmente menor que a de seus vizinhos, dispõe de áreas relativamente reduzidas para a atividade agrícola e pastoril, que constitui a atividade econômica da maior parte dos habitantes.
Sri Lanca, com contrastes sociais menos chocantes, é uma república que apoia sua economia no cultivo de chá, arroz, borracha e coco e, naturalmente, na pesca. As Maldivas possuem uma economia precária, baseada principalmente na prática rudimentar da pesca e na extração do óleo de copra (amêndoa de coco seca).
Os países montanhosos — Nepal e Butão — enfrentam o problema do isolamento, determinado pelas elevadas altitudes do relevo e particularidades climáticas, que dificultam a construção e a manutenção de estradas, e também pela falta de acesso ao oceano. Nestes pequenos países, pratica-se a agricultura nas poucas áreas em que isso é possível, além de criarem-se animais. Mais da metade da população é analfabeta e os hábitos e costumes tradicionais das tribos regem a vida de quase todos os habitantes.
Em todos os países do centro-sul asiático a população rural é dominante, embora existam algumas grandes cidades, sobretudo na Índia, onde a atividade industrial é diversificada e o nível de informação e politização dos habitantes é bem mais avançado. As maiores cidades da região são Calcutá, Bombaim, Madras, Nova Déli (Índia), Carachi (Paquistão) e Daca (Bangladexe).

#### Sudeste Asiático

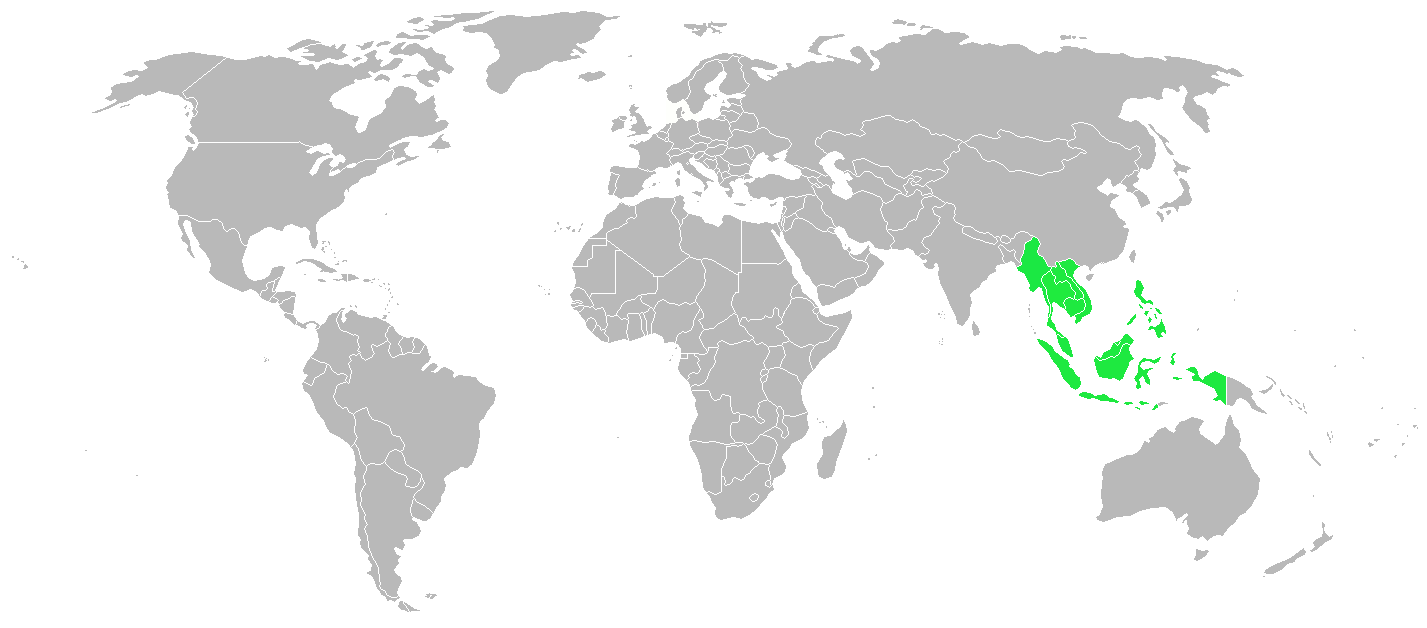
Localização do sudeste asiático

Esta região é formada por nove países independentes: Mianmar (Birmânia), Tailândia, Laos, Vietnã, Camboja, Malásia e Singapura — localizados na península da Indochina — e Indonésia, Brunei, Filipinas e Timor-Leste — que constituem o arquipélago da Insulíndia. A Malásia tem uma parte de seu território localizada na península da Indochina e outra na ilha de Bornéu, cuja maior parte pertence à Indonésia. Brunei localiza-se inteiramente nessa ilha.
O principal destaque econômico do sudeste asiático é a exploração de minérios para exportação, principalmente na Indonésia e na Malásia. A Indonésia, membro da OPEP, é um dos grandes exportadores mundiais de petróleo (Bornéu) e minerais metálicos, com destaque para estanho, ferro, bauxita e ouro. Brunei, sultanato localizado na ilha de Bornéu, depende basicamente da exportação de petróleo.
Apesar de ser rico em minérios, o sudeste asiático apresenta uma indústria pouco desenvolvida devido à falta de capital para ser aplicado em serviços de infraestrutura. As principais indústrias são de processamento de matérias-primas para exportação, como as manufaturas têxteis na Indochina e as usinas de açúcar na Indonésia. Singapura constitui exceção à fraca industrialização da região. Essa pequena ilha é um dos "tigres asiáticos", países de industrialização recente e crescimento acentuado. A indústria malaia e tailandesa também está expandindo, mas as demais economias continuam dependendo basicamente de atividades agrícolas.
A par de atividades de subsistência, em que se destaca o cultivo do arroz a agricultura dessa região asiática, também oferece produtos tropicais, cultivados em regime de plantation, uma herança de colonização europeia. Voltando principalmente à exportação, esse ramo da economia emprega a maior parte da população ativa. As principais culturas para exportação são a da borracha na Malásia, no Mianmar e na Indonésia; de chá, na Indonésia; além do arroz — cultivado em terraços nas vertentes das montanhas —, que é exportando pela Tailândia, Vietnã e Indonésia.
As principais cidades da região são: Jacarta (Indonésia), Manila (Filipinas) e Bancoque (Tailândia), cujas áreas metropolitanas abrigam mais de cinco milhões de habitantes.
Essa região do globo tem-se caracterizado por diversos problemas políticos, desde sucessivos golpes de Estado a longas e sangrentas guerras envolvendo o confronto entre capitalismo e socialismo, como a ocorrida no Vietnã (1960-1975). A diversidade de grupos étnicos, o grande número de religiões professadas e os níveis de vida extremamente diferenciados são fatores que concorrem para tornar essa região ainda mais conturbada.

#### Ásia Oriental

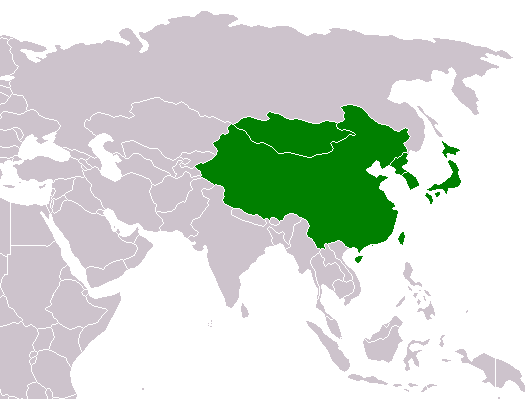
Ásia Oriental

Possuindo o terceiro maior território do mundo e abrigando mais de um mil milhão de pessoas — cerca de 20% de toda a humanidade —, a China adquire grande destaque no mundo. Entretanto, devido ao fato de a maior parte de seu território ser ocupada por desertos e montanhas, a população chinesa fica quase toda concentrada no lado oriental do país, única região que pode ser plenamente aproveitada.
A atividade econômica que emprega maior número de trabalhadores é a agricultura, cuja principal meta é a alimentação da imensa população. Essa atividade se desenvolve através de um sistema comunitário, em que o Estado empresta a terra e fornece os meios para a produção (máquinas, ferramentas, adubos etc.). A China destaca-se mundialmente na produção de arroz, trigo, soja e outros gêneros, cultivados principalmente no vale do Yang-tsé-kiang. Também na criação de animais (suínos, ovinos e bovinos), esse país se coloca entre os cinco maiores produtores mundiais.
A China possui abundantes reservas minerais e um considerável potencial hidráulico e petrolífero, o que, aliado ao fato de sua mão de obra ser muito barata e sua população numerosa, fornece condições para o desenvolvimento da indústria, ainda que ela seja estatizada e se volte quase exclusivamente para o mercado interno. A produção visa basicamente fornecer artigos considerados necessários, sem preocupação com acabamento de luxo e, por isso, sempre ao alcance dos operários e camponeses.
O país conta ainda com um grande parque de indústrias de base, essenciais aos empreendimentos estatais. As principais áreas industriais localizam-se nas proximidades de grandes centros urbanos da China Oriental, como Xangai e Pequim, ou em áreas novas, como a Manchúria.
A China apresenta um grau de desenvolvimento semelhante ao das grandes potências mundiais, é uma nação em que a distribuição de renda e de bens é menos desequilibrada. O padrão de vida de todos é relativamente igual e praticamente não existem a miséria pessoal e suas inúmeras consequências.
A partir de 1984, o governo chinês passou a promover a entrada de investimentos estrangeiros no país, que se retraíram, em 1989, com a repressão às maiores liberdades políticas.
Formosa, ou Taiwan, tornou-se um país independente da China em 1949, por ocasião do término da revolução comunista chinesa. De estrutura capitalista, o país contou com a ajuda de capitais provenientes dos Estados Unidos e do Japão e projetou-se economicamente no plano agrícola e industrial, graças à abundância de recursos minerais e mão de obra barata.
A Formosa é um dos países conhecidos como "tigres asiáticos", da mesma forma que Hong Kong, colônia britânica que foi reanexada à China em 1997, funcionando como região administrativa especial.
A Mongólia ocupa a parte mais central do território asiático. Localizada entre a China e a União Soviética, foi por muito tempo motivo de rivalidade entre esses países. Atualmente é alinhada ao bloco soviético. A população do país é bastante reduzida em relação a seu extenso território, que apresenta vários obstáculos naturais ao desenvolvimento econômico. Sua atividade principal é a agropecuária e sua principal cidade é a capital, Ulan Bator.

#### Extremo Oriente

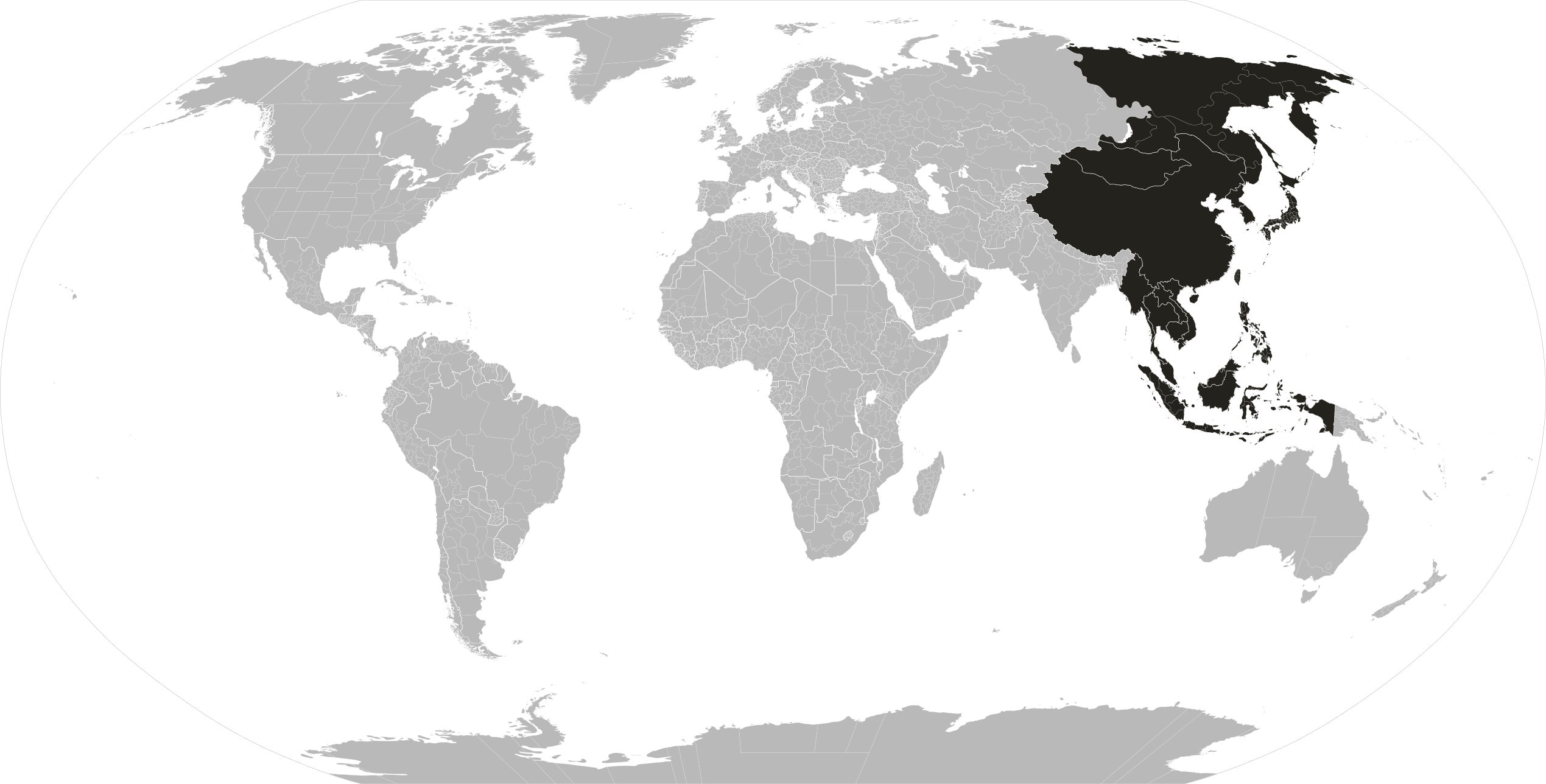
Localização do Extremo Oriente

O Japão é um Estado monárquico, altamente desenvolvido e industrializado, situado a leste do continente asiático, em pleno Oceano Pacífico, e constituído por mais de três mil ilhas, embora apenas as quatro mais extensas sejam economicamente importantes.
Sua área total é pouco maior que a do estado do Maranhão, mas detém uma grande população absoluta (127 milhões de habitantes em 2007) e uma alta densidade demográfica (337 habitantes por quilômetro quadrado). Essa aglomeração populacional torna-se ainda mais grave ao se constatar que apenas um quinto do território japonês pode ser habitado, já que o restante é ocupado por altas montanhas. Por outro lado, o crescimento vegetativo do Japão é quase nulo, pois as taxas de natalidade apenas compensam as de mortalidade.
Integrante do Primeiro Mundo, portanto, capitalista e desenvolvido, o Japão apresenta, entre outras, as seguintes características: renda per capita bastante alta; moradia, saúde e educação de bom nível, acessíveis a todos; agricultura, indústria e rede de serviços tecnologicamente avançadas.
O desenvolvimento e a prosperidade japonesa, sobretudo após o término da Segunda Guerra Mundial, ocasião em que o país foi parcialmente destruído por bombardeios, constituem um verdadeiro milagre econômico, na opinião de especialistas do setor. Para tanto, contribuíram os seguintes fatores: ajuda militar e financeira dos Estados Unidos, através do Plano Marshall; adoção de uma política de rigoroso controle populacional; prioridade à educação e ao domínio da tecnologia; produção voltada à exportação. A partir da década de 1950, o Japão atingiu um estágio de grande desenvolvimento e é hoje uma das maiores potências mundiais.
Embora disponha de poucas matérias-primas e quase nenhum combustível, o país é bem servido de hidreletricidade. Hoje é o primeiro produtor mundial de navios, o segundo de automóveis e o terceiro de aço e de alumínio, e seus produtos elétricos e eletrônicos, como rádios, televisores, calculadoras e inúmeros outros, encontram-se disseminados por todo o mundo.
Devido ao alto grau de industrialização do Japão, a maior parte de seus habitantes vive no meio urbano, sendo que a Região Metropolitana de Tóquio possui mais de 37 milhões de habitantes, o que torna a aglomeração de Tóquio, independentemente de como se define, como a área urbana mais populosa do mundo; em âmbito nacional, é seguida por Osaka, Nagóia, Yokohama e Quioto.
Localizadas na Península da Coreia, estão a República Popular Democrática da Coreia (Coreia do Norte) e a República da Coreia (Coreia do Sul), que até 1948 formavam um único país. A divisão em dois estados foi decorrente da ocupação do território por soviéticos, no norte, e norte-americanos, no sul, por ocasião do término da Segunda Guerra Mundial.
Desde a separação, a Coreia do Norte é socialista, com uma economia pobre e subdesenvolvida e a Coreia do Sul, capitalista, sendo um país desenvolvido, com valores muito elevados de IDH (15.º a nível mundial em 2011) e de PIB (PPC) per capita (27.º a nível mundial em 2011, segundo o FMI e 29.º segundo o Banco Mundial e a CIA, com uma economia com grandes apostas nos serviços e na alta tecnologia. A Coreia do Norte continua essencialmente agrícola, com uma economia subdesenvolvida, com destaque para o cultivo do arroz e do trigo, mas a Coreia do Sul — que, assim como Singapura, Formosa e Hong Kong, é um dos "tigres asiáticos" — alcançou grande desenvolvimento industrial na década de 1980.
As diferenças entre as bandeiras das duas Coreias são as seguintes:
- A bandeira da Coreia do Sul é um retângulo branco com um círculo com duas metades onduladas de vermelho acima e azul abaixo, que representa positivo e negativo; os quatro trigramas representam os quatro elementos da Terra: água, terra, ar e fogo; daí a noção de posição e equilíbrio;
- A bandeira da Coreia do Norte é um retângulo composto de três faixas horizontais de desigual tamanho e proporção de azul, vermelho (três quintos) e azul; os três quintos de banda vermelha são orlados de branco; no centro à esquerda está um círculo branco com uma grande estrela vermelha de cinco pontas, que representa a esperança de construir o socialismo sob a liderança do Partido do Trabalho da Coreia.

#### Comunidade de Estados Independentes

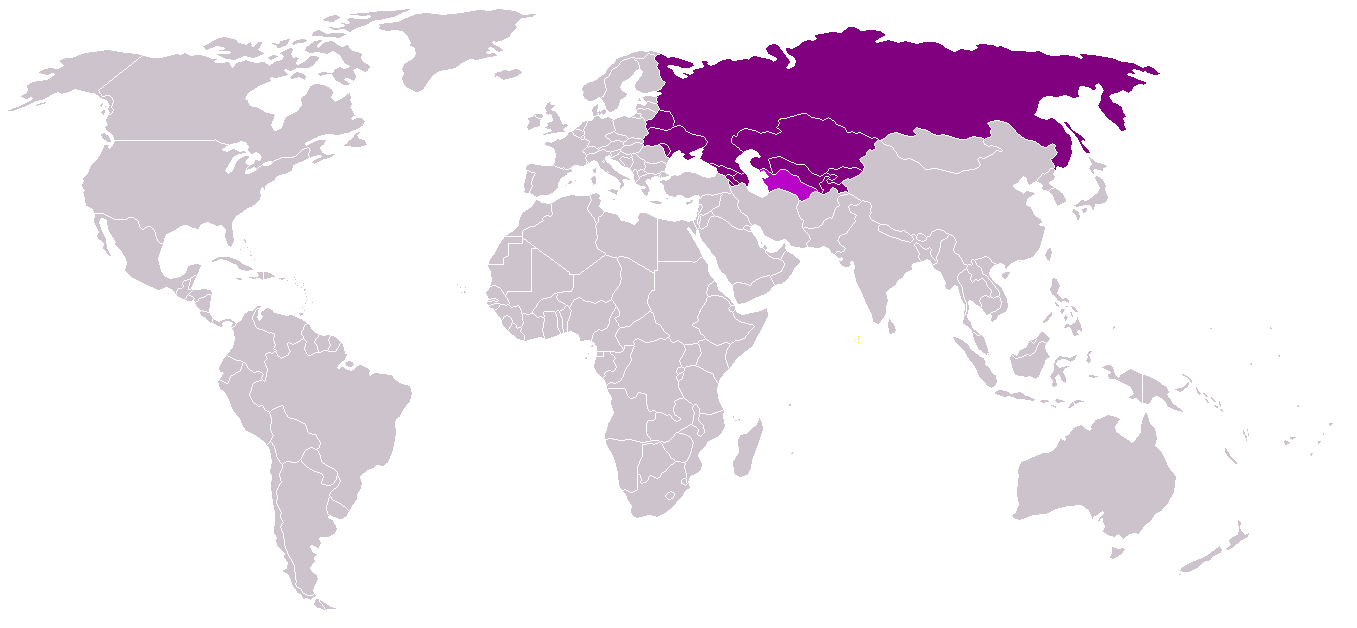
Mapa da Comunidade de Estados Independentes

A parte asiática da Comunidade de Estados Independentes, embora corresponda, aproximadamente, a quatro quintos do território administrado por essa organização internacional, tem modesta importância econômica, se comparada à parte europeia.
Devido principalmente à hostilidade do meio natural — desertos, grandes áreas geladas ao norte e altas montanhas ao sul — essa região não apresenta condições ideais para a agropecuária. Mesmo assim, nos limites com a Europa, cultiva-se trigo e milho; a sudoeste, nas estepes próximas aos mares Cáspio e Aral, criam-se extensivamente carneiros e cabras e cultivam-se algodão e frutas, e nas áreas mais frias da Sibéria criam-se renas.
A partir da revolução socialista de 1917 e, particularmente, após o final da Segunda Guerra Mundial, essa região conhecida como a ex-União Soviética passou a ser mais valorizada, devido, principalmente, à abundância de suas riquezas minerais. Graças a essa característica, passou a abrigar basicamente indústrias pesadas, localizadas em alguns centros da Sibéria e do Cazaquistão. Pode ser citada ainda a cidade de Vladivostok, localizada na extremidade oriental, que, além de ser importante ponto estratégico, centraliza inúmeras indústrias diferenciadas.

## Demografia

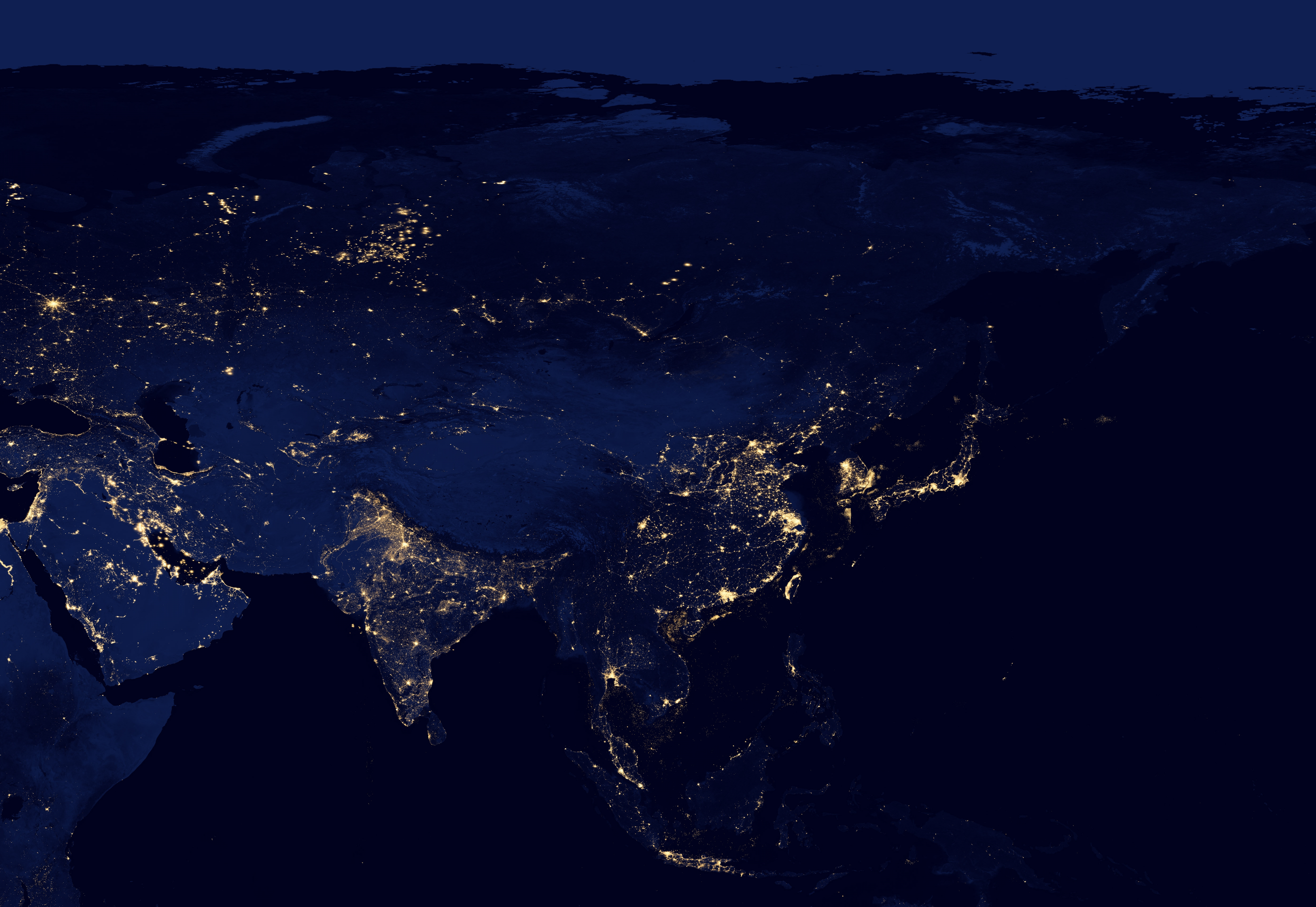
Imagem de satélite da Ásia à noite obtidas e tiradas pela NASA em 1991

O continente asiático ocupa um espaço que corresponde a cerca de um terço de todas as terras do planeta, sendo, portanto, maior que a extensão somada de todas as Américas, ou da Europa com a África. Nessas terras vivem mais de três milhares de milhões de habitantes, ou seja, mais da metade da população mundial, resultando numa densidade demográfica de 70 habitantes por quilômetro quadrado, aproximadamente três vezes maior que a densidade média da Terra.
Embora muito numerosa, a população asiática é mal distribuída: nas planícies, sobretudo as irrigadas pelas monções, e nas grandes cidades, as densidades demográficas são altíssimas, enquanto nas regiões desérticas, montanhosas e geladas, e mesmo em áreas de climas muito quentes, a população apresenta-se rarefeita. Países como China, Índia, Indonésia, Japão, Paquistão e Bangladexe estão entre os mais populosos da Terra, enquanto outros, como a Mongólia ou mesmo trechos setentrionais da Rússia, apresentam as mais baixas densidades demográficas do planeta.

### Taxa de natalidade
Um fator que agrava o problema da má distribuição demográfica são as altas taxas de natalidade e a tendência à concentração urbana, características de todos os países subdesenvolvidos, como é o caso da maioria das nações asiáticas. Apenas alguns poucos países conseguiram sucesso em suas campanhas de planejamento familiar, reduzindo-se o crescimento populacional na China e praticamente estancando-o no Japão.
Em outros casos, a situação continua alarmante; é o que ocorre, por exemplo, com a Índia, onde a cada ano a população apresenta um crescimento vegetativo de 2,1%. Isso representa anualmente cerca de 14 milhões de crianças à espera de formação e, futuramente, de emprego. Na prática, isso se mostra economicamente impossível, o que torna ainda mais agudo o subdesenvolvimento desse e de outros países asiáticos.
Outro aspecto grave do crescimento populacional muito elevado é que ele costuma ocorrer nas áreas mais populosas, acentuando ainda mais o contraste com os vazios demográficos. Atualmente, em uma área que equivale a um quarto do território asiático, vivem 90% dos habitantes do continente, enquanto nada menos que dois quintos do território são praticamente desabitados, abrigando apenas 3% ou 4% da população total. Uma das principais razões desse fenômeno é a urbanização.
De maneira geral, as regiões que apresentam condições naturais satisfatórias são as que abrigam os maiores aglomerados populacionais; aquelas que apresentam obstáculos naturais à fixação humana, tais como a grande altitude do relevo, o clima muito frio e a aridez do solo, permanecem pouco habitadas.
A Terra assiste a um extraordinário crescimento populacional, impulsionado, em grande parte, pelo formidável crescimento populacional asiático. Na tabela, fica claro que a contribuição dos países subdesenvolvidos é muito superior à dos desenvolvidos, daí a importância dos países asiáticos nesse processo.

### Etnias
Embora a maior parte da população asiática seja composta de povos de raça amarela, há também expressivo número de representantes dos outros troncos étnicos, o negro e o branco.
Os amarelos compõem a etnia dominante e distribuem-se pelas regiões da taiga e da tundra (ao norte), pelos planaltos da Ásia Central e sobretudo pelo leste e sudeste do continente, regiões asiáticas mais intensamente povoadas. Ocorrem grandes diferenças físicas, linguísticas e culturais entre esses povos (chineses, japoneses, coreanos, malaios, indonésios), mas sobretudo entre eles e os grupos mais isolados, como os quirguizes, mongóis e tibetanos.
Os brancos ou caucasoides predominam no Oriente Médio, onde são encontrados os árabes, os turcos, os israelenses, curdos, etc., e na Ásia Central, cujos países receberam grandes contingentes de população eslava (principalmente russos) ao serem incorporados à extinta União Soviética. Também na Índia e no Paquistão há um ramo étnico branco, mas seus representantes são bem amorenados.
Também, aparecem em menor número, distribuindo-se no sul da Índia e em ilhas do Oceano Índico. Pertencem ao grupo drávida, cuja influência é marcante na cultura hindu.

### Línguas
Em um continente que apresenta tão grande diversidade étnica e que registrou um longo período de dominação colonial em grande parte de seu território, é muito natural que se verifique grande diversidade de idiomas. Os principais, falados por mais de 100 milhões de pessoas, são: o mandarim (a língua mais falada do mundo), o árabe, o malaio-indonésio, o coreano, o japonês e, dentre as muitas línguas faladas na Índia, o hindi-urdu e o bengali. Entretanto, existem mais de uma centena de línguas ou dialetos em uso corrente em toda a Ásia.

### Religiões
A Ásia também abriga as grandes religiões da humanidade, tendo sido o berço de quase todas elas. 22% dos asiáticos professam o hinduísmo cerca de 792 897 000, comum na Índia e arredores, e o budismo, comum em todo o Extremo Oriente com 9,1% cerca de 350 000 000 de seguidores, onde além dessa religião, são praticados o Cristianismo Católico e Ortodoxo com 135 000 000 e os protestantes com aproximadamente de 50 000 000 de seguidores, além das religiões chinesas, o confucionismo (China) e o xintoísmo (Japão). O islamismo é outra religião bastante difundida na Ásia com cerca de 807 034 000 fazendo dela a maior religião em números absolutos de pessoas na Ásia, sobretudo no Oriente Médio, Turquestão, Índia e Insulíndia. Merece destaque ainda o judaísmo, centralizado em Israel.

## Países e territórios

### Países independentes

Divisão política da Ásia (incluindo toda a Rússia)

| - Afeganistão - Arábia Saudita - Armênia - Azerbaijão - Bahrein - Bangladesh - Brunei - Butão - Camboja - Catar - Cazaquistão - China - Chipre - Coreia do Norte - Coreia do Sul - Egito - Emirados Árabes Unidos | - Filipinas - Geórgia - Iêmen - Índia - Indonésia - Irão - Iraque - Israel - Japão - Jordânia - Kuwait - Laos - Líbano - Malásia - Maldivas - Myanmar - Mongólia |  | - Nepal - Omã - Palestina - Paquistão - Quirguistão - Rússia - Singapura - Síria - Sri Lanka - Tajiquistão - Tailândia - Timor-Leste - Turquemenistão - Turquia - Uzbequistão - Vietname |

### Países não reconhecidos, parcialmente reconhecidos ou em disputa
- Abecásia[63]
- Artsaque[64]
- República Turca de Chipre do Norte[65]
- Ossétia do Sul[63]
- Taiwan (República da China)[66]

### Dependências
- Austrália
  -  Ilhas Cocos (Keeling) [67]
  -  Ilha do Natal [68]
- Estados Unidos
  -  Guam [69]
- Reino Unido
  -  Acrotíri e Decelia (Chipre)[70]
  -  Território Britânico do Oceano Índico

### Entidades especiais reconhecidas por tratado ou acordo internacional
- China
  -  Hong Kong[71]
  -  Macau[72]

### Outros territórios

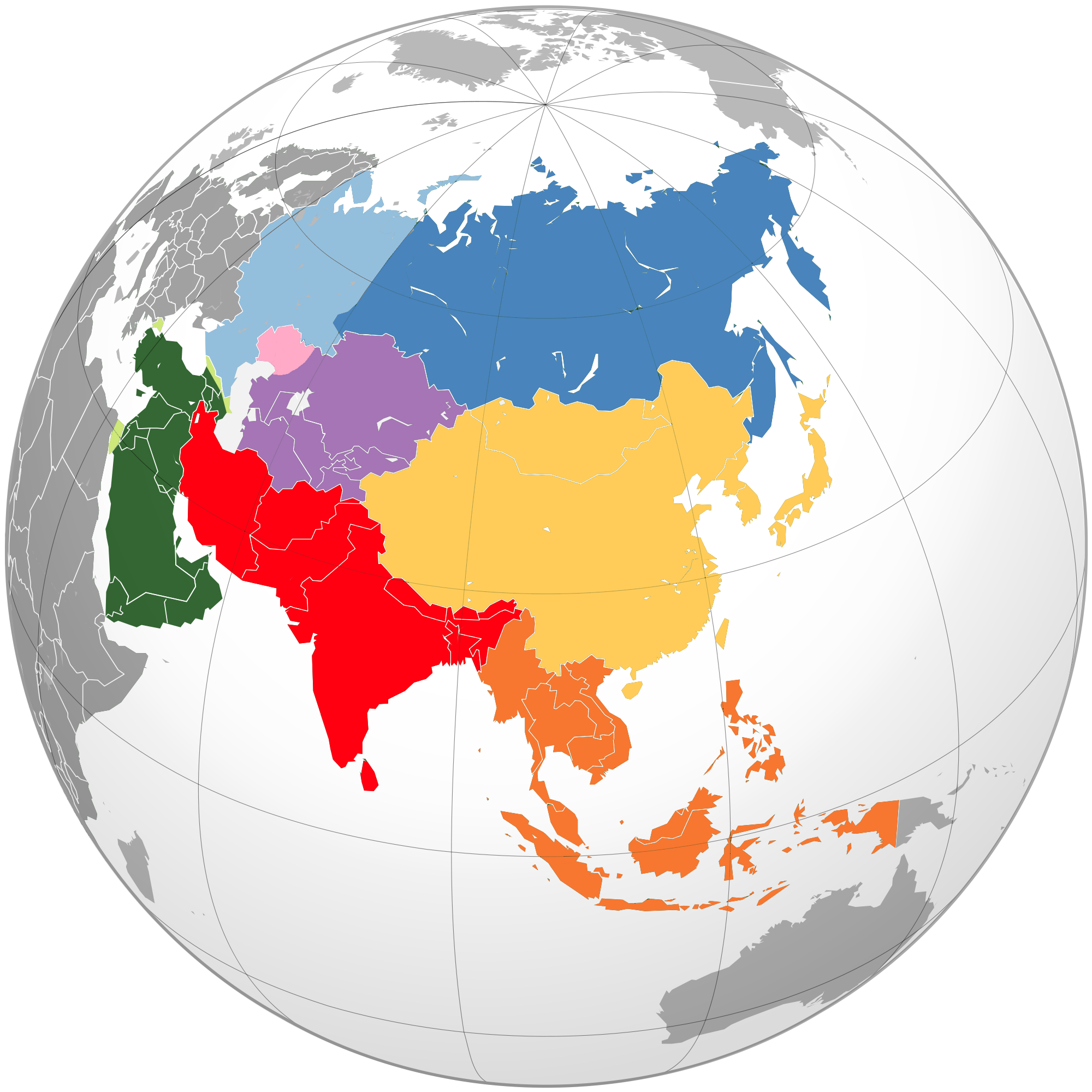
Subregiões da Ásia em regiões, conforme critério das Nações Unidas:
Ásia Setentrional
Rússia no Leste Europeu
Ásia Central
territórios situados geograficamente, total ou parcialmente, na Europa Oriental.
Sudoeste asiático
territórios situados geograficamente, total ou parcialmente no Leste Europeu, na Europa Meridional, ou no Norte da África
Ásia Meridional
Ásia Oriental
Sudeste asiático
territórios situados geograficamente, total ou parcialmente na Melanésia (Oceania)

Existem ainda alguns territórios sem estatuto de dependência, pertencentes a outros países localizados noutros continentes, mas que no entanto se situam na Ásia.
- Estados Unidos
  -  Ilha Buldir
  -  Ilhas Próximas
  -  Ilhas Rat
  -  Ilha de São Lourenço
- Grécia
  -  Amorgos (município)
  -  Anafi (município)
  -  Dodecaneso (prefeitura)
  -  Donousa (comunidade)
  -  Lesbos (apenas a ilha)
  -  Quio (prefeitura)
  -  Samos (prefeitura)
  -  Santorino (arquipélago)

### Grandes regiões da Ásia
As diferenças e semelhanças entre os países asiáticos fazem com que a regionalização do continente possa ser feita em cinco grandes conjuntos:
- Oriente Médio
- Ásia Meridional
- Ásia Oriental
- Sudeste asiático
- Comunidade dos Estados Independentes (CEI), a ex-União Soviética

Outra divisão possível, em grandes áreas geográfico-culturais, é a seguinte:
- Ásia Central
- Extremo Oriente
- Indochina
- Médio Oriente
- Sibéria
- Subcontinente indiano
- Sudeste asiático

## Economia
Em 2007, a maior economia nacional na Ásia, em termos de produto interno bruto (PIB), é a da China, seguida da Índia e do Japão. No final dos anos 1990 e início do século XXI, as economias chinesa e indiana têm crescido rapidamente, a taxas médias anuais de mais de 8%.
Entretanto, pelo critério do PIB nominal (calculado pela taxa de câmbio), a China ainda é a maior economia asiática e a segunda maior do mundo. O crescimento econômico da Ásia desde a Segunda Guerra Mundial até os anos 1990 concentrou-se em alguns poucos países da costa do Pacífico; recentemente, espalhou-se para outras regiões. Os principais blocos comerciais do continente são: Cooperação Econômica da Ásia-Pacífico (APEC), Reunião Econômica Ásia-Europa, Associação de Países do Sudeste Asiático (ASEAN), Acordos de Estreitamento das Relações Económicas e Comerciais (da China com Hong Kong e com Macau), Comunidade de Estados Independentes (CEI) e Associação Sul-Asiática para Cooperação Regional (SAARC).

### Mineração

Mapa da repartição do petróleo e do gás natural

O continente tem grandes produções de ouro (principalmente na China, Rússia, Indonésia, Cazaquistão e Uzbequistão); prata (principalmente na China e Rússia); cobre (principalmente na China, Rússia e Cazaquistão); platina (Rússia); minério de ferro (China, Índia, Rússia, Cazaquistão e Turquia); zinco (China, Índia, Cazaquistão e Rússia); molibdênio (China, Armênia, Irã, Rússia, Mongólia e Turquia); lítio (China); chumbo (China, Rússia, Índia, Turquia, Tajiquistão e Cazaquistão); bauxita (China, Índia, Indonésia, Cazaquistão, Rússia, Vietnã e Malásia); estanho (China, Indonésia, Mianmar, Vietnã, Malásia, Rússia e Laos); manganês (China, Índia, Mianmar, Malásia, Vietnã, Cazaquistão e Geórgia); mercúrio (China, Tajiquistão e Quirguistão); antimônio (China, Rússia, Tajiquistão, Mianmar, Turquia, Irã, Vietnã, Cazaquistão e Laos); níquel (Indonésia, Filipinas, Rússia e China); rênio (Coréia do Sul, China, Cazaquistão, Uzbequistão e Armênia); iodo (Japão, Turcomenistão, Azerbaijão, Indonésia e Rússia), entre outros.
Na produção de petróleo, o continente tinha 14 dos 30 maiores produtores mundiais em 2020: Rússia (2º), Arábia Saudita (3º), Iraque (5º), China (6º), Emirados Árabes Unidos (7º), Irã (9º), Cuaite (10º), Cazaquistão (12º), Catar (15º), Omã (18º), Indonésia (21º), Azerbaijão (22º), Índia (23º) e Malásia (25º).
Na produção de gás natural, o continente tinha 18 dos 30 maiores produtores mundiais em 2015: Rússia (2º), Irã (3º), Catar (4º), China (6º), Arábia Saudita (8º), Indonésia (9º), Turcomenistão (10º), Malásia (13º), Emirados Árabes Unidos (14º), Uzbequistão (15º), Tailândia (22º), Paquistão (23º), Omã (24º), Azerbaijão (25º), Índia (26º), Bangladexe (27º), Cazaquistão (28º) e Barém (30º).
Na produção de carvão, o continente tinha 10 dos 30 maiores produtores mundiais em 2018: China (1º), Índia (2º), Indonésia (5º), Rússia (6º), Cazaquistão (10º), Turquia (11º), Mongólia (14º), Vietnã (18º), Tailândia (23º) e Filipinas (28º).

### Agropecuária

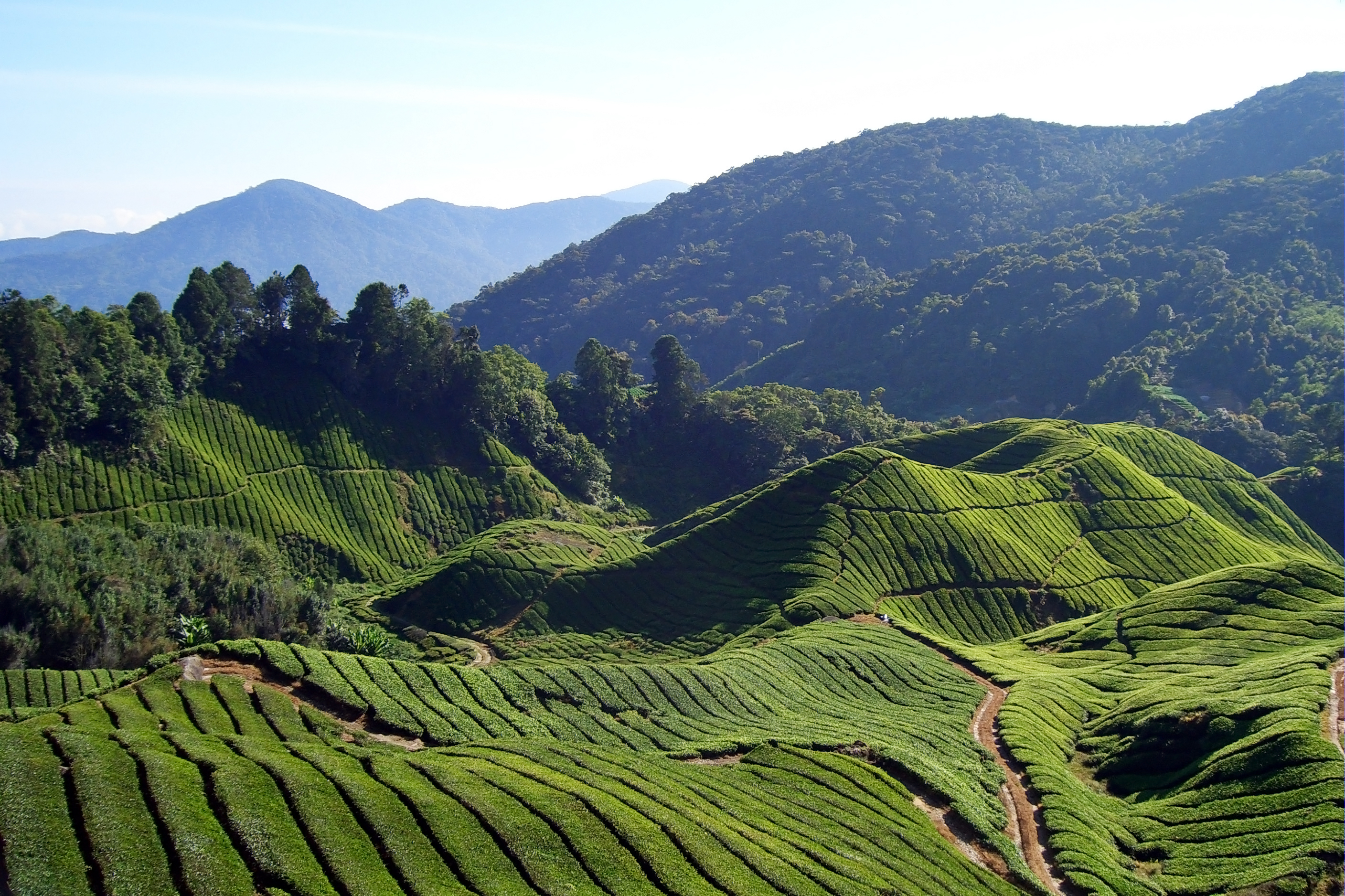
Campos de chá na Malásia

A atividade econômica mais difundida em todo o continente é a agricultura, ressaltando-se o cultivo do arroz em toda a vasta região atingida pelas monções. Mais ao norte, o trigo é intensamente cultivado; em áreas menos férteis, o solo é ainda aproveitado para a produção de cevada, milho e outros cereais. Em todas essas culturas, a China sobressai, apresentando-se como um dos quatro maiores produtores mundiais.
Além dos cereais, merecem destaque os cultivos de fumo, chá, juta, algodão, pimenta e borracha. Na China e Japão cultiva-se também a amoreira, cujas folhas servem de alimento ao bicho-da-seda. Dos casulos desse animal são extraídos fios com que se fazem tecidos muito apreciados em todo o mundo.
A pecuária é outra atividade muito comum no continente. A China é grande produtora de animais de pequeno porte, sendo o primeiro produtor mundial de suínos, o terceiro de ovinos e o quinto de bovinos. A Índia, por sua vez, possui o maior rebanho bovino do mundo, o qual, no entanto, não é aproveitado para a alimentação da população, a maioria seguidora do hinduísmo, religião que considera sagrados esses animais.

### Indústria

Tóquio, a capital do Japão, é um dos grandes centros industriais da Ásia

Na produção de veículos, o continente tinha 10 dos 30 maiores produtores mundiais em 2020: China (1º), Japão (3º), Coréia do Sul (5º), Índia (6º), Rússia (10º), Tailândia (11º), Turquia (14º), Irã (18º), Indonésia (20º) e Malásia (23º).
Na produção de aço, o continente tinha 12 dos 30 maiores produtores mundiais em 2019: China (1º), Índia (2º), Japão (3º), Rússia (5º), Coréia do Sul (6º), Turquia (8º), Irã (10º), Taiwan (12º), Vietnã (14º), Bangladexe (20º), Indonésia (25º) e Arábia Saudita (29º).
O Japão foi, durante muito tempo, o mais industrializado dos países asiáticos. Graças à maciça ajuda norte-americana após a Segunda Guerra Mundial e à adoção de uma série de medidas internas, seu desenvolvimento industrial fez-se em bases firmes, transformando o país, em pouco tempo, numa potência industrial.
Possuindo um parque industrial amplo e diversificado, o Japão se evidencia na produção de navios, automóveis e produtos elétricos e eletrônicos.
A região oriental da Rússia, embora economicamente menos importante que a parte europeia do país, abriga diversos centros de indústrias de base (no Cazaquistão), localizados próximo de áreas exploratórias de minério, como ferro e carvão.
Outro país que apresenta uma industrialização evoluída, apesar de ser subdesenvolvido, é a Índia, que utiliza sua produção agrícola e as riquezas minerais para prover suas indústrias têxteis, alimentícias, siderúrgicas e metalúrgicas. Esse país salienta-se ainda por ser um dos poucos do Terceiro Mundo a utilizar tecnologia avançada nas áreas de energia e de comunicações.
Na China, cuja industrialização foi implantada efetivamente após a revolução socialista de 1949, o parque industrial tem-se dedicado quase inteiramente à produção de itens essenciais ao mercado interno. Somente a partir de meados da década de 1970 a economia chinesa começou a voltar-se, ainda que lentamente para o exterior. Na década seguinte, a abertura econômica foi maior, mas, devido a problemas políticos internos, voltou a retrair-se em 1989, tornando-se, atualmente, a 2ª maior potência industrial do mundo e a maior da Ásia.
Destacam-se ainda os chamados "tigres asiáticos" — Coreia do Sul, República da China, Singapura e Hong Kong —, cujas taxas de crescimento econômico e industrial estão entre as mais elevadas do mundo. Sua produção visa, em geral, o mercado externo, o que lhes permite obter grandes saldos em suas balanças comerciais.
As outras regiões asiáticas (Oriente Médio, sudeste asiático, Mongólia, países do Oceano Índico) apresentam uma industrialização incipiente e pouco significativa.

## Cultura
A cultura da Ásia é o agregado artificial da herança de muitas nacionalidades, sociedades, religiões, e grupos étnicos na região, tradicionalmente chamada um continente de uma perspectiva central ocidental, da Ásia. A região ou "o continente" são mais comumente divididos em sub-regiões geográficas e culturais mais naturais, inclusive a Ásia Central, a Ásia Oriental, a Ásia Meridional ("o subcontinente indiano"), a Ásia Setentrional, a Ásia Ocidental e o Sudeste Asiático. Geograficamente, a Ásia não é um continente distinto; culturalmente, houve pouca unidade ou história comum de muitas das culturas e povos da Ásia.
A arte, a música, e a culinária, bem como a literatura, são partes importantes da cultura asiática. A filosofia oriental e a religião também desempenham um papel principal, com budismo, hinduísmo, taoísmo, confucionismo, islã, e cristianismo todos os papéis principais desempenham. Uma das partes mais complexas da cultura asiática é a relação entre culturas tradicionais e o mundo ocidental.

## Aspectos socioeconômicos
Na Ásia existem países desenvolvidos, como Japão, Coreia do Sul, Israel, Singapura ou Taiwan, que revelam níveis de prosperidade econômica e social comparáveis aos da Europa ou da América do Norte. Essas áreas, entretanto, pouco representam, se comparadas com muitos dos demais países, geralmente bastante pobres e violentamente atingidos pelo subdesenvolvimento. Mesmo aqueles exportadores de petróleo, que tiveram lucros fabulosos a partir do início da década de 1970, não escapam a essa característica.

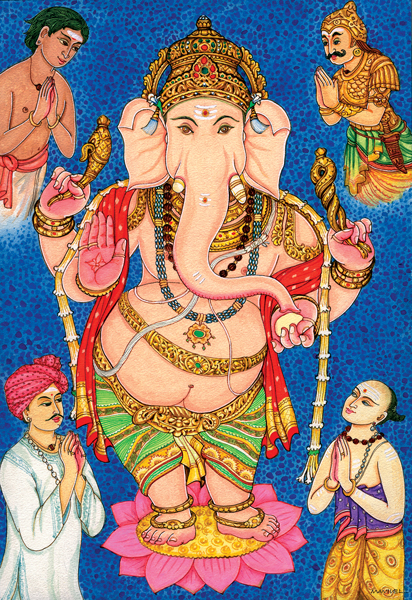
Representação das quatro principais castas do hinduísmo em torno do deus Ganexa

Há inúmeros fatores que contribuem para que a Ásia exiba grande atraso e miséria. Entre eles, podem ser citados:
- a colonização e exploração desenvolvidas por países europeus, como Reino Unido, França, Países Baixos, Portugal, Espanha e outros, que extraíram impiedosamente as riquezas asiáticas apenas em benefício próprio;[102]
- certos valores culturais específicos de alguns países, que de alguma forma inibem a superação de problemas econômicos e sociais. O mais conhecido e de maior extensão é o rígido sistema indiano de castas,[103] pelo qual a sociedade é dividida em camadas, das mais nobres às mais plebeias, não existindo possibilidade de passagem de uma para outra.[104] Embora tenha sido abolido legalmente, esse sistema influencia fortemente a vida dos indianos desde o seu nascimento.[104] Também o fator religioso, através do fatalismo,[105] cria obstáculos a um atendimento social mais amplo, pois estimula a aceitação passiva das más condições de vida, até como uma maneira de aperfeiçoamento espiritual;[102]
- as elevadas taxas de crescimento populacional. Na Índia e na República Popular da China, o Estado implantou campanhas de planejamento familiar, que pregam a redução do número de filhos por casa e a disseminação de métodos anticoncepcionais;[106]
- o analfabetismo muito alto em vários países, o que dificulta as populações de adquirirem conhecimento e informação;[106]
- como em todo o Terceiro Mundo, a existência de companhias estrangeiras que exploram as riquezas naturais de muitos países asiáticos — valendo-se do baixo custo da mão de obra —, enviando a maior parte de seus lucros às suas sedes.[106]

Além destes fatores histórico-culturais, também os de ordem natural dificultam o desenvolvimento econômico. O clima e relevo hostis são obstáculos ao aproveitamento agrícola de vastas extensões localizadas em áreas montanhosas, geladas ou desérticas, limitando as áreas cultiváveis do continente.
Para se avaliar a grande disparidade de riquezas entre os países asiáticos, vamos tomar dois exemplos: os países exportadores de petróleo do Oriente Médio e o Japão.

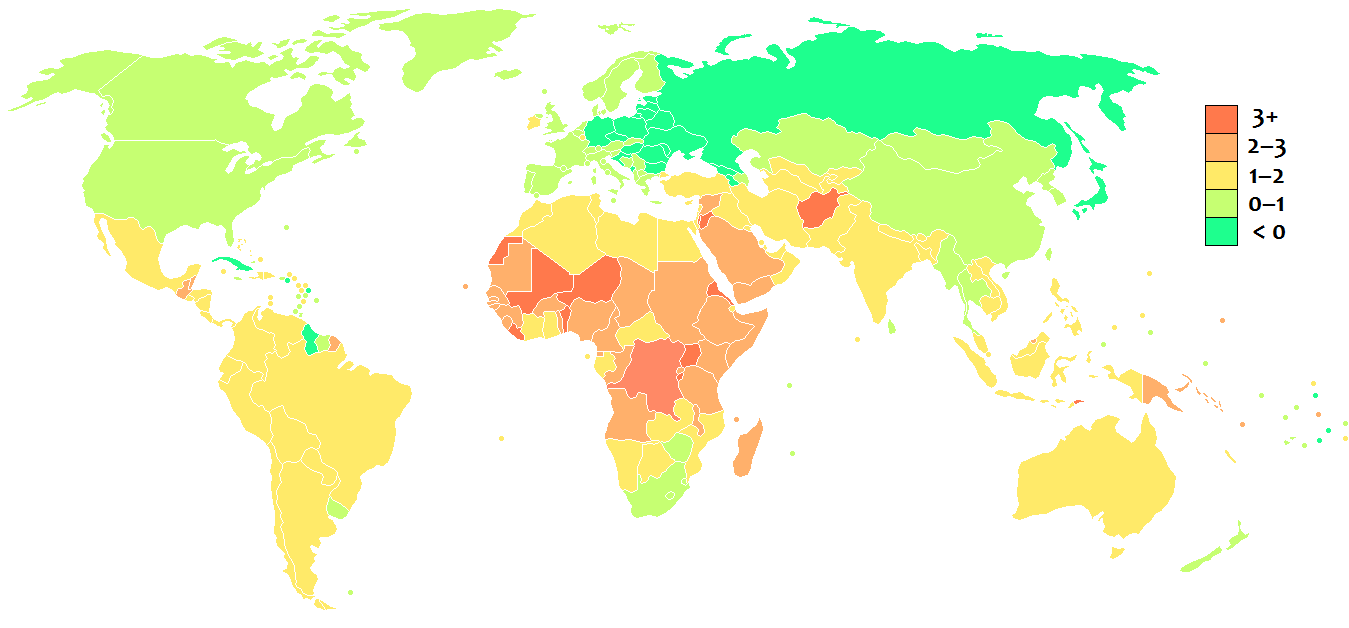
Estimativas da taxa de crescimento populacional (pelas Organização das Nações Unidas) para o período 2005-2010 usando a variante média

Todo o Oriente Médio caracteriza-se por apresentar populações extremamente pobres, em contraste com elites detentoras de imensas fortunas. A maior riqueza de quase todos os países dessa região é o petróleo, responsável nos últimos anos pelo seu rápido enriquecimento.
Entretanto, os tradicionais males do subdesenvolvimento não foram atenuados: em primeiro lugar, porque esses lucros beneficiam principalmente determinados grupos, e não os países como um todo; e em segundo, porque boa parte dos rendimentos cabe a poderosas companhias transnacionais norte-americanas ou europeias.
O Japão, por sua vez, sendo um país capitalista desenvolvido, destaca-se em diversas áreas, sobretudo no setor industrial, chegando a superar em muitos aspectos as conquistas norte-americanas e europeias. Esse grande avanço industrial e tecnológico reflete-se diretamente na qualidade de vida da população japonesa, cujo PIB per capita é bastante alto e o acesso a moradia, saúde e educação de bom nível é indiscriminado.